# Edifici delle piantagioni degli Stati Uniti

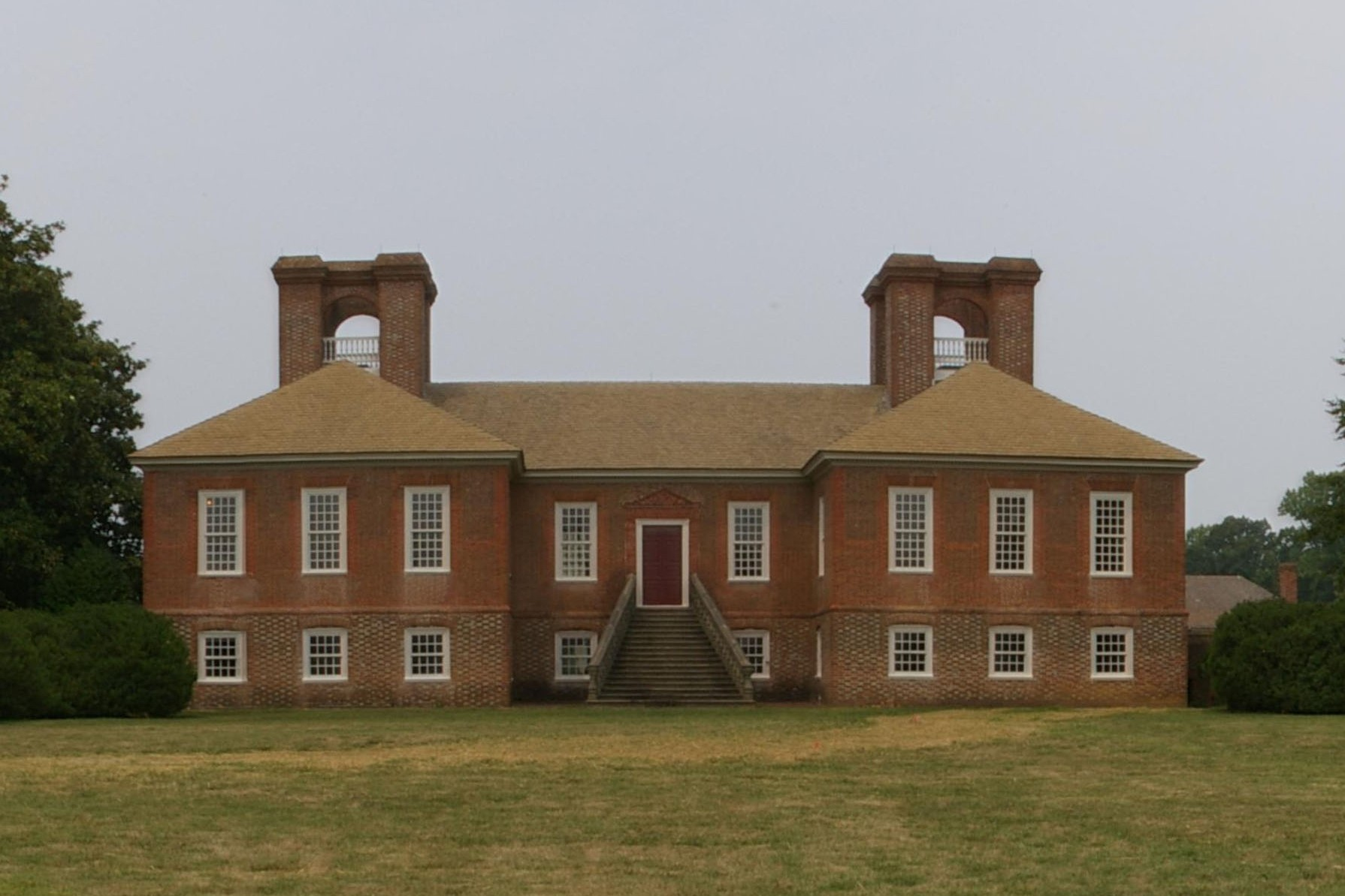
La residenza padronale di austero stile georgiano a Stratford Hall, costruita su uno schema a "H", tipico in realtà dell'architettura elisabettiana e giacobina in Inghilterra. Venne completata nel 1738 presso Lerty, in Virginia.

Gli edifici delle piantagioni degli Stati Uniti sono quel complesso o insieme di edifici tipici nelle piantagioni degli Stati Uniti tra il XVII e il XX secolo, in particolare in quelle degli Stati Uniti del Sud. Una piantagione includeva ogni genere di edificio o spazio funzionale alla piantagione stessa, dal recinto per il bestiame sino alle case di residenza degli schiavi e quella padronale. Col termine di piantagione, almeno originariamente, si denotava un insediamento dove un gruppo di coloni "piantava" delle piante e stabiliva una propria base coloniale. A differenza del Nord America, dove le piantagioni erano sensibilmente meno diffuse, gli Stati del Sud furono particolarmente prolifici in questo senso e qui le piantagioni erano generalmente insediamenti autosufficienti che sfruttavano il lavoro forzoso degli schiavi, un sistema simile al sistema delle corti rurali medievali che sfruttavano la servitù della gleba.
Ancora oggi gli storici del settore sono dibattuti su quali siano le differenze che contraddistinguono una piantagione da una fattoria, ma in generale si tende a definire una fattoria un centro agricolo che produce agricoltura di sussistenza. Per contrasto, invece, l'obbiettivo primario di una piantagione è quello di produrre colture da reddito, che comprenda anche gli alimenti base per sostenere chi vi lavora all'interno e il bestiame in essa allevato. Secondo una definizione comune, una piantagione deve superare i 2 km² di terreno per poter essere definita tale e produrre almeno il doppio di quanto consumato dalla piantagione stessa per la sua sussistenza. Altri studiosi hanno tentato di definirla in base al numero di schiavi impiegati in essa.

## Il complesso della piantagione

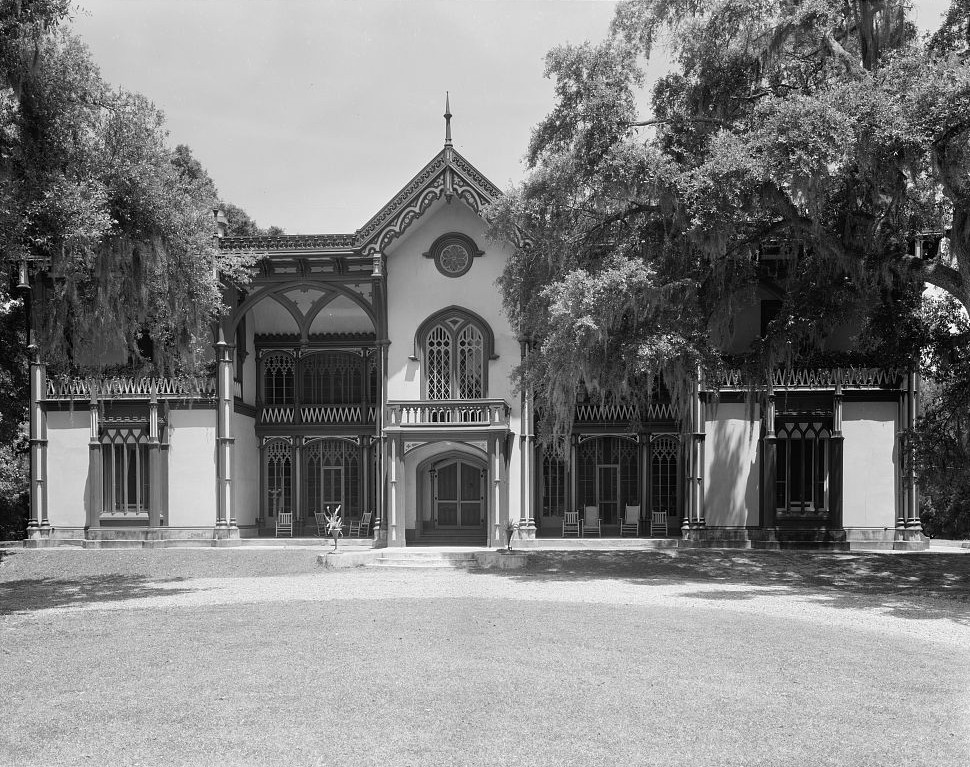
L'atipico stile neogotico della Afton Villa a St. Francisville, in Louisiana. Costruita tra il 1848 e il 1856, la struttura andò distrutta in un incendio nel 1963.

La maggior parte delle piantagioni non aveva grandi estensioni territoriali, per quanto (soprattutto negli Stati Uniti meridionali) esistessero occasionalmente dei grandi proprietari terrieri con vasti appezzamenti di terreno da coltivare per la medesima piantagione. Non tutti i proprietari di piantagioni erano esclusivamente proprietari: molti di questi erano contadini che lavoravano la terra al fianco dei loro stessi schiavi, col vantaggio però di avere una notevole forza lavoro gratuita ad aiutarli. Delle 46 200 piantagioni che si stima esistessero nel 1860, 20 700 avevano dai 20 ai 30 schiavi impiegati e solo 2 300 avevano una forza lavoro di più di 100 schiavi; le altre piantagioni avevano forze sotto i 20 schiavi.
Molte piantagioni funzionavano indipendentemente dalla presenza del proprietario terriero in loco e quindi molte non avevano nemmeno una casa padronale inclusa nel proprio complesso. L'elemento invece che non poteva mai mancare nei complessi delle piantagioni erano gli edifici necessari per la raccolta e lo stoccaggio del raccolto, per la preparazione e la lavorazione dei prodotti e del cibo, per la conservazione dell'equipaggiamento necessario e per gli animali, oltre che a varie strutture utili per propositi domestici e agricoli. Il valore di una piantagione si basava essenzialmente sulla quantità della terra da essa dipendente e dal numero di schiavi impiegati per trarne profitto, dal momento che per accogliere questa popolazione di lavoratori era comunque necessario avere delle capanne o dei caseggiati appositi.

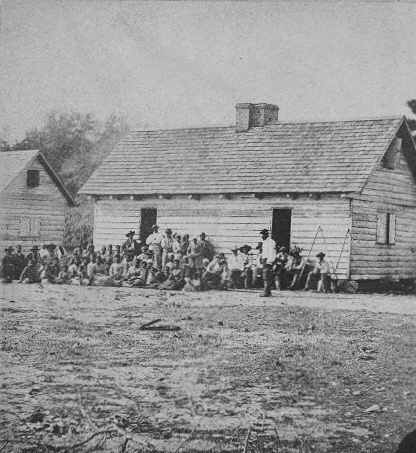
Fotografia del 1862 raffigurante le capanne degli schiavi della Smiths Plantation a Port Royal, nella Carolina del Sud. Le abitazioni degli schiavi erano in legno.

I materiali per la costruzione delle strutture all'interno di una piantagione, in gran parte, provenivano dalle terre della magione stessa. Il legno, utilizzato nella maggior parte delle strutture, proveniva dalle aree boschive della proprietà. A seconda dell'uso, le tavole di legno venivano lavorate e trattate di conseguenza per poter essere resistenti anche agli agenti atmosferici. I mattoni utilizzati venivano prodotti in loco e ricavati da una mistura di sabbia e argilla e poi modellati, seccati e cotti in una fornace. Se era disponibile della pietra, questa poteva essere utilizzata. Il cemento Tabby veniva utilizzato in particolare nell'area delle Sea Islands a sud.
Alcune strutture di alcune piantagioni sono giunte fino a noi, ma la maggior parte di esse venne distrutta a causa di disastri naturali, per l'abbandono (in particolare dopo la guerra civile americana) o a causa di incendi (essendo come si è detto perlopiù le strutture realizzate in legno). Col crollo dell'economia di piantagione e la successiva transizione delle piantagioni a sud da una società agraria a una industriale, le piantagioni e i loro complessi di edifici divennero obsolete. Anche se molte sono andate distrutte, le principali strutture giunte sino a noi sono le residenze padronali. Solitamente esse erano realizzate coi materiali migliori ed erano più resistenti rispetto alle altre strutture, oltre a presentare tratti architettonici di pregio in molti casi. Molte piantagioni importanti come Mount Vernon, Monticello e The Hermitage si sono conservate perfettamente anche perché appartennero a personaggi di rilievo. Meno comuni da trovare sono invece esempi di strutture per schiavi intatte. I rari esempi giunti fino ai nostri giorni risalgono all'epoca precedente la guerra civile americana.

## La residenza padronale

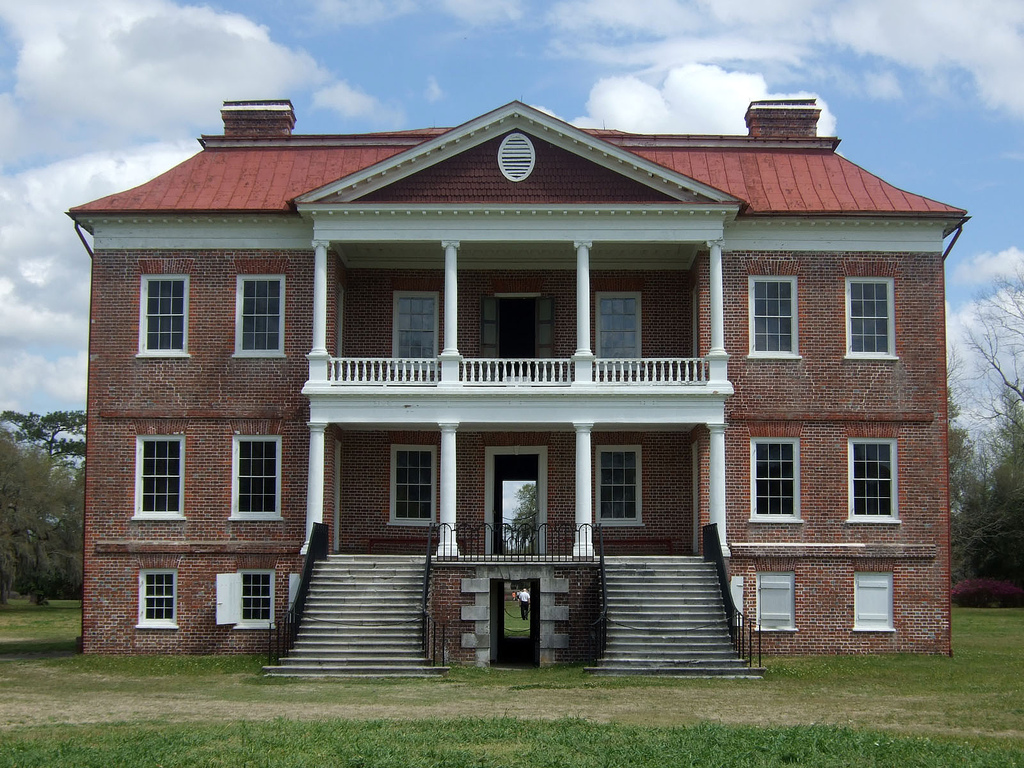
La casa padronale di stile palladiano della piantagione di Drayton Hall presso Charleston, nella Carolina del Sud, costruita nel 1738

Le ricerche storiche sulle strutture che componevano le piantagioni si sono concentrate prevalentemente sulle residenze padronali, innanzitutto perché esse sono spesso le uniche strutture (o perlomeno le migliori) conservatesi e in secondo luogo perché tramite esse è stato possibile comprendere anche come si vivesse in una piantagione, come fosse organizzata in essa la vita dei proprietari e quella dei loro schiavi, quali erano le coltivazioni principali. Di là da quanto la si potesse ravvicinare al concetto di villa europea, in realtà la casa padronale di una piantagione era innanzitutto l'ala padronale di una fattoria. Anche se alcune residenze padronali nelle piantagioni vennero concepite come grandi magioni, alcune vennero implementate nei secoli, spesso con l'aumentare della fortuna dei proprietari. Soprattutto nell'area a sud degli Stati Uniti, le abitazioni padronali venivano costruite con materiali adatti al clima, non tanto per poterci vivere in maniera permanente né per dimostrare il potere o la ricchezza della famiglia che la possedeva.

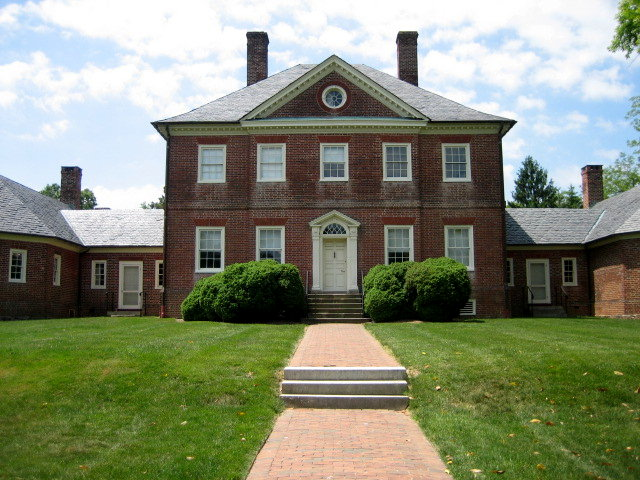
Montpelier presso Laurel, nel Maryland, costruita nel 1783. Una residenza di stile georgiano con delle ali laterali d'ispirazione palladiana.

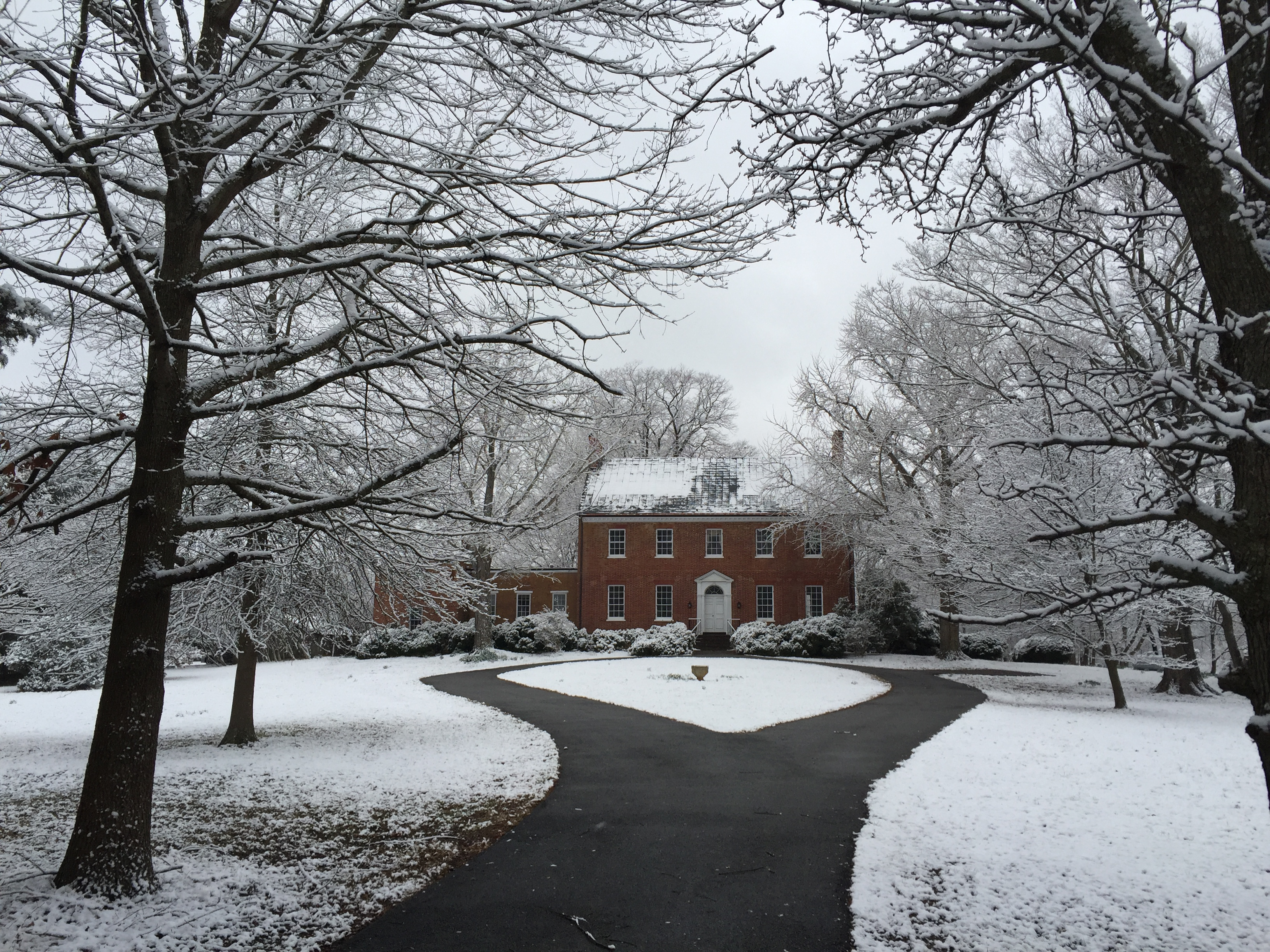
Pleasant Prospect, costruita nel 1798 circa a Bowie, nel Maryland, è un eccellente esempio di struttura in stile federale che divenne molto popolare dopo l'indipendenza americana

Nel periodo coloniale il Delaware, la Georgia, il Maryland, la Carolina del Nord, la Carolina del Sud e la Virginia furono le colonie a ospitare per prime delle piantagioni sul modello delle hall and parlor house o delle central-passage house.
Le strutture più grandi del periodo coloniale tardo, spesso si presentavano in stile neoclassico, influenzato da contaminazioni di stile georgiano e palladiano, oltre a rari esempi di architettura giacobiana in Virginia. Dopo la rivoluzione americana, si diffusero lo stile federale e lo stile Jeffersoniano nell'architettura delle case padronali delle piantagioni.
Gran parte degli Stati Uniti meridionali che non erano originariamente parte delle colonie inglesi, come il Kentucky e il Tennessee, conobbero i primi insediamenti di piantagioni solo all'inizio dell'Ottocento. Anche vaste porzioni dell'Alabama e del Mississippi a ogni modo vennero popolate nel medesimo periodo come pure parti della Georgia e del Tennessee. In queste aree a ogni modo non si sono conservate delle architetture formali particolari, in quanto molte di esse seguivano lo schema della dogtrot house in legno.

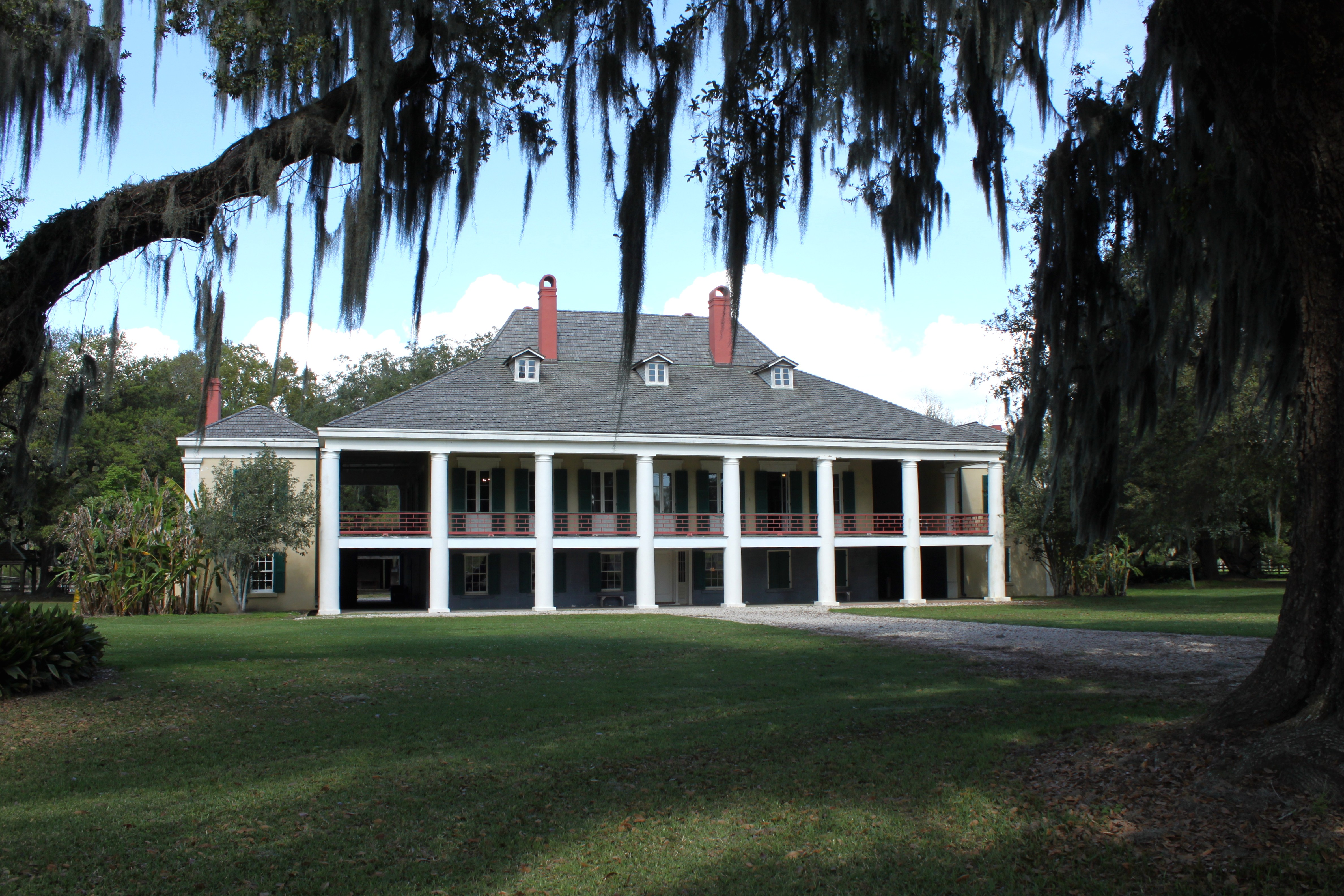
La casa padronale della piantagione di zucchero di Destrehan, in Louisiana, costruita nel 1787–1790. Costruita in stile coloniale francese, l'originale porticato in legno venne sostituito da monumentali colonne di stile dorico quando il revival greco divenne popolare.

Architetture nelle piantagioni si sono trovate anche in Arkansas e nel Missouri e nella parte meridionale di quella che divenne lo Stato della Louisiana, aree che però riflettevano lo stile architettonico tipico delle colonie francesi, spesso anche con influenze spagnole, anche dopo l'acquisto della Louisiana da parte degli Stati Uniti nel 1803.  Le strutture rilevate in Florida e nel Texas avevano invece generalmente dei forti caratteri tipici dell'architettura coloniale spagnola.
Spesso molti ricchi proprietari terrieri non costruivano grandi residenze per loro o per la loro famiglia. Un esempio è stato indicato da Albert J. Pickett, uno dei primi e principali storici dell'Alabama. Nel 1850 questi fece visita a Nicholas Davis, proprietario della ricca Walnut Grove Plantation. Pur possedendo 100 schiavi, egli continuava a vivere in una grande casa di legno che aveva costruito dopo la sua migrazione dalla Virginia nel 1817 e disse a Pickett che mai e poi mai l'avrebbe scambiata per un palazzo. Persino Gaineswood, oggi parte del National Historic Landmark in quanto considerata un esempio iconico dell'architettura di piantagione, era una dogtrot house con due soli locali che successivamente si sviluppò in una casa di mattoni vera e propria.

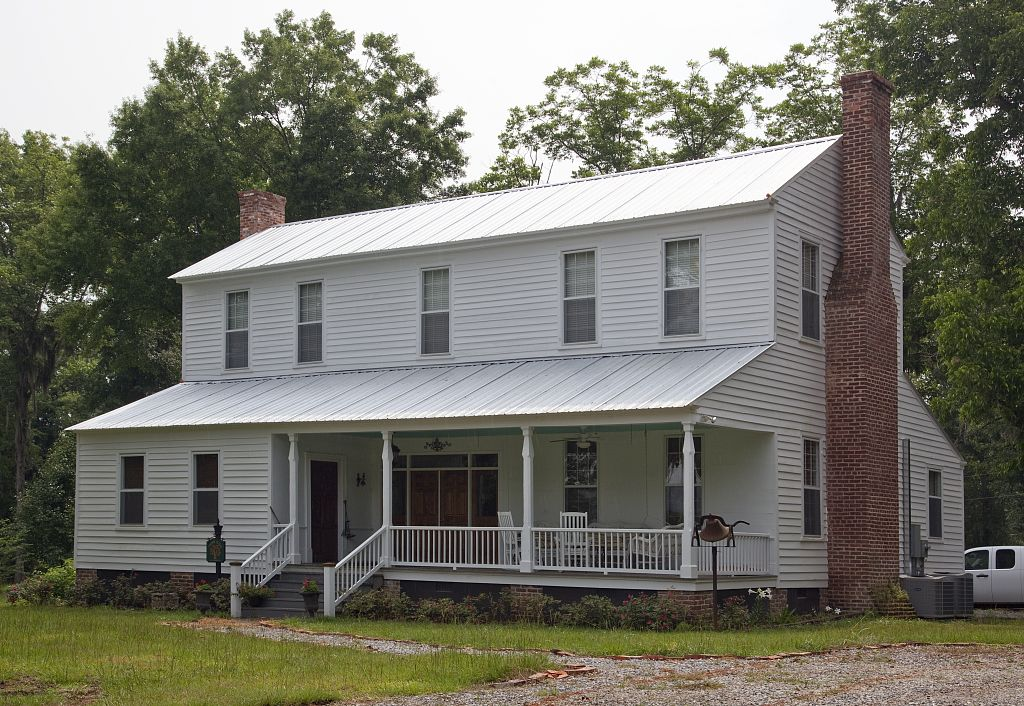
Moss Hill presso Pine Apple, Alabama, completata nel 1845. Essa è un esempio di casa con struttura a "I" o casa di stile Plantation Plain. Questo stile popolare fu uno dei più comuni nella costruzione delle case padronali nelle piantagioni.

Dopo un primo periodo di insediamento, i proprietari delle piantagioni iniziarono a costruire case più elaborate, in particolare sul modello dello schema a "I". Le central-passage houses continuarono a essere popolari nel contempo. If it had a porch, it was under a separate roof attached to the main house.
Le case a "I" erano meno dispendiose, spesso con tetto in legno e camini in mattoni posti lateralmente. Organizzate su due piani, disponevano di poche stanze ma funzionali, spesso con un salone centrale che divideva le varie stanze. A sud degli Stati Uniti, in particolare, si diffuse l'uso di un portico sul fronte e sul retro della casa, anch'esso in legno, aree che poi potevano essere convertite in verande molto luminose. Lo schema della struttura a "I" impiegato nelle piantagioni è definito sovente "Plantation Plain".

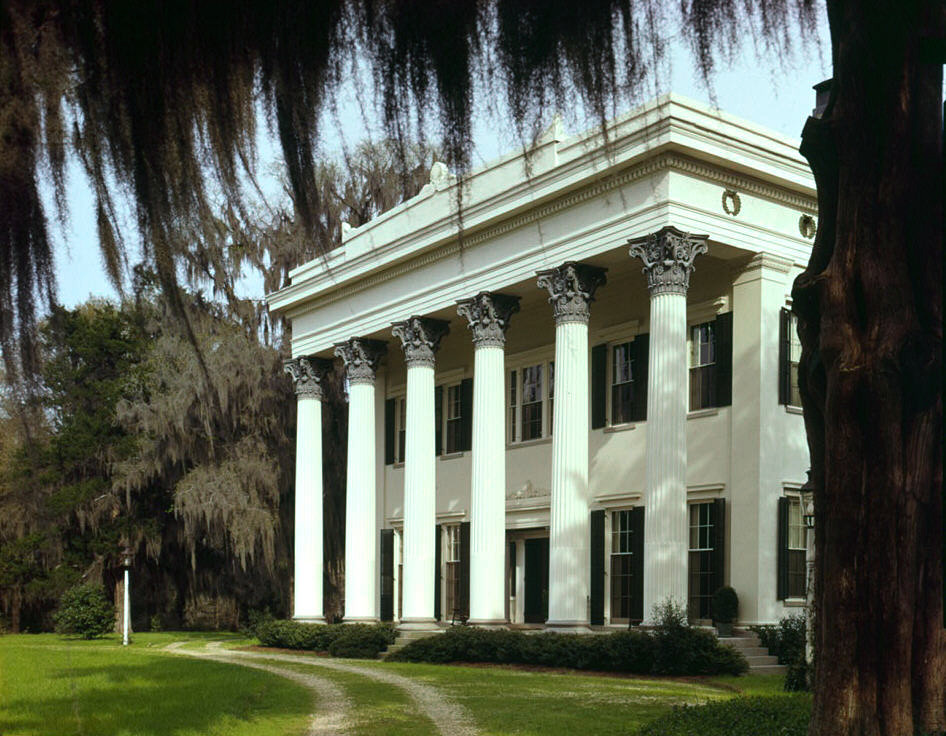
Millford Plantation nella Carolina del Sud. Ritenuta uno dei migliori esempi di architettura neoclassica negli Stati Uniti.

Un altro tipo di casa era il cottage creolo, diffusosi nelle aree della Costa del Golfo e nell'area della Nuova Francia. Solitamente queste abitazioni presentavano stanze ampie al piano inferiore, circondate esternamente da un portico in legno, mentre il secondo piano era completamente sottotetto, con finestre ad abbaino che si aprivano sopra i portici. Tale stile si diffuse in particolare in Alabama, Louisiana e nell'area del Mississippi.

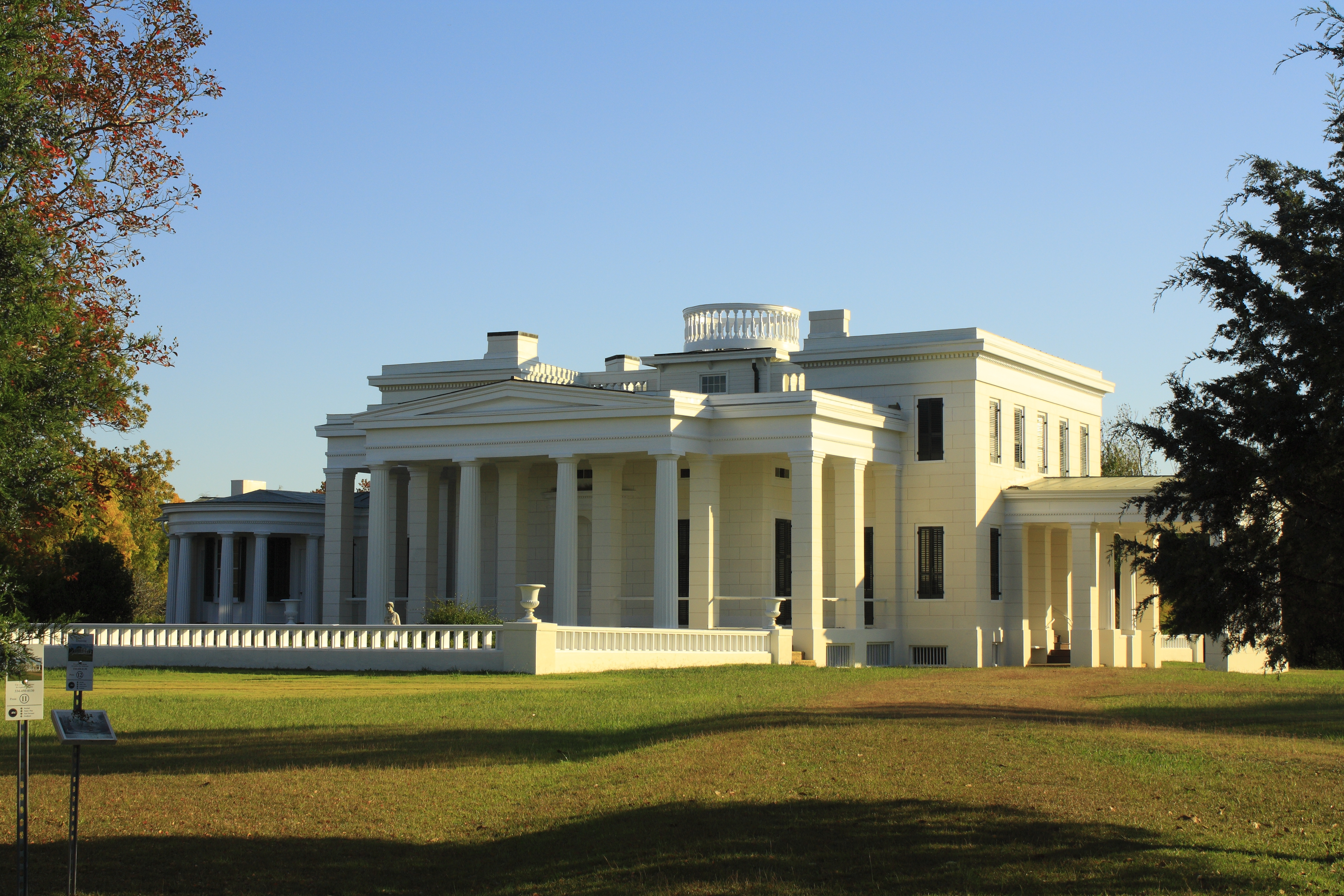
Gaineswood a Demopolis, Alabama, costruita tra il 1843 e il 1861. Disegnata dal suo stesso proprietario, è una struttura asimmetrica che unisce elementi tipici dello stile neoclassico e italiano.

Con il boom della coltivazione del cotone dagli anni trenta dell'Ottocento, gli Stati Uniti entrarono nella seconda fase neoclassica, con lo stile neogreco come stile dominante. Lo stile federale e jeffersoniano si appesantì notevolmente, con minor rifiniture e maggiore solidità delle strutture.

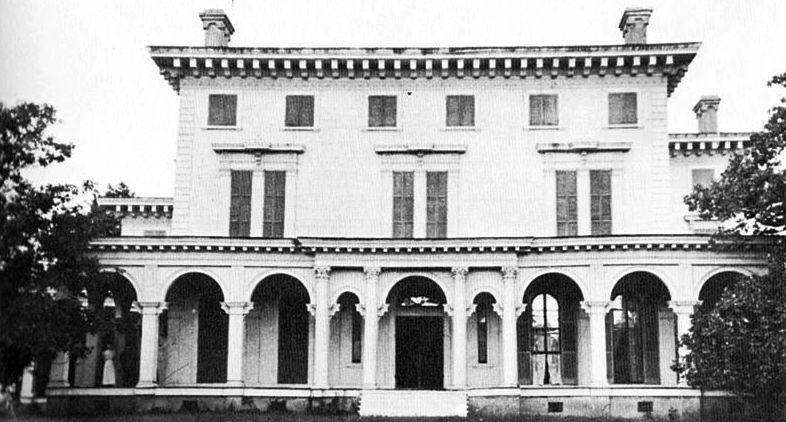
Annandale Plantation a Mannsdale, Mississippi, costruita tra il 1857 e il 1859. Rimpiazzò una casa in legno dove la famiglia proprietaria aveva vissuto per venti anni. La nuova magione, di stile italiano, venne realizzata secondo gli schemi di un progetto di Minard Lafever pubblicato nel 1856. Venne distrutta da un incendio nel 1924.

In realtà anche il primo neoclassicismo aveva utilizzato elementi dell'architettura greca, romana e tuscanica insieme, mescolando gli ordini dorico, ionico e corinzio in particolare nelle colonne. Per la sua popolarità durante questo periodo, lo stile neogreco venne indissolubilmente associato all'architettura delle piantagioni americane. Anche se molte case vennero disegnate da architetti appositi, molte, ma non tutte, vennero disegnate dagli stessi proprietari o dai loro carpentieri servendosi di alcuni modelli pubblicati nelle opere di Asher Benjamin, Minard Lafever, John Haviland e altri. Lo stile neogreco diede prova di essere particolarmente utile nei climi caldi come in quelli umidi.

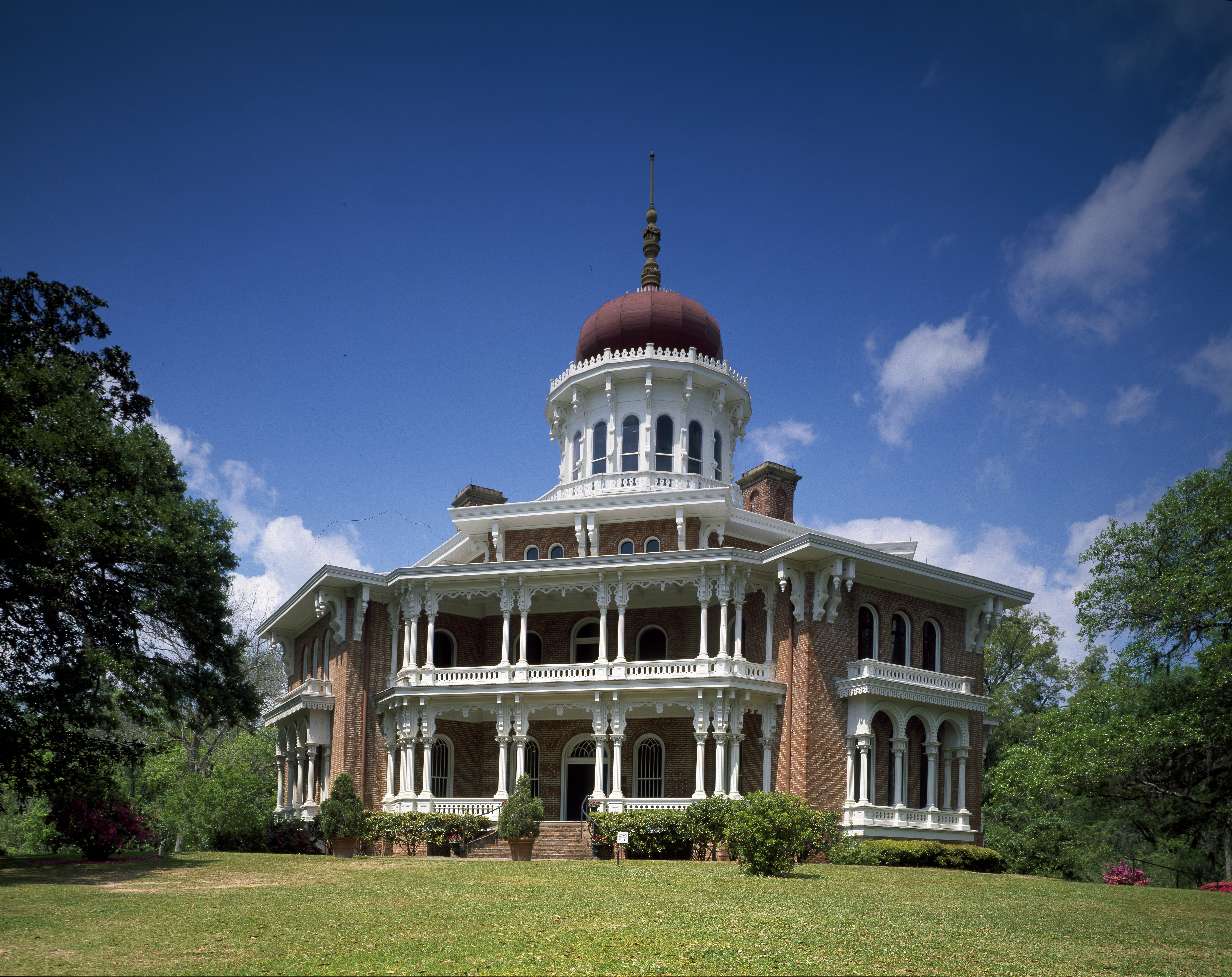
La "Oriental Villa" disegnata da Samuel Sloan a Longwood, a Natchez, nella regione del Mississippi. I lavori iniziarono nel 1859 ma non vennero mai completati.

Lo stile neogreco rimase lo stile preferito a metà Ottocento per le residenze padronali delle piantagioni e continuò a essere ampiamente utilizzato anche dopo la guerra civile, anche se si fecero strada altri stili, primo tra tutti lo stile italianeggiante e il neogotico. Pur presentandosi nelle abitazioni con minore diffusione e con maggiore lentezza rispetto al neogreco, alcuni dei nuovi caratteri stilistici presero piede con forza come ad esempio torrette, gronde arcuate o caratteristiche asimmetriche.
Sia lo stile italianeggiante sia lo stile neogotico apparvero dalla metà dell'Ottocento negli Stati Uniti dopo essere stati resi popolari dalle opere di Alexander Jackson Davis, Andrew Jackson Downing e Samuel Sloan. Il neogotico era spesso realizzato in legno nella variante del Carpenter Gothic. L'italianeggiante fu a ogni modo il più popolare tra i due stili. Esso venne realizzato prevalentemente in legno anche se alcuni esemplari di case di questo stile vennero costruiti in mattoni, come nel caso di Kenworthy Hall, sopravvissuta sino ai nostri giorni.
Lo scoppio della guerra nel 1861 e le sue implicazioni, portarono alla fine della costruzione delle grandi magioni nelle piantagioni. L'economia degli stati meridionali degli Stati Uniti ne uscì devastata drasticamente.  Spesso i proprietari delle magioni non disponevano più del denaro necessario a mantenere le loro abitazioni, proseguendo spesso nella frugalità.

## Le abitazioni degli schiavi

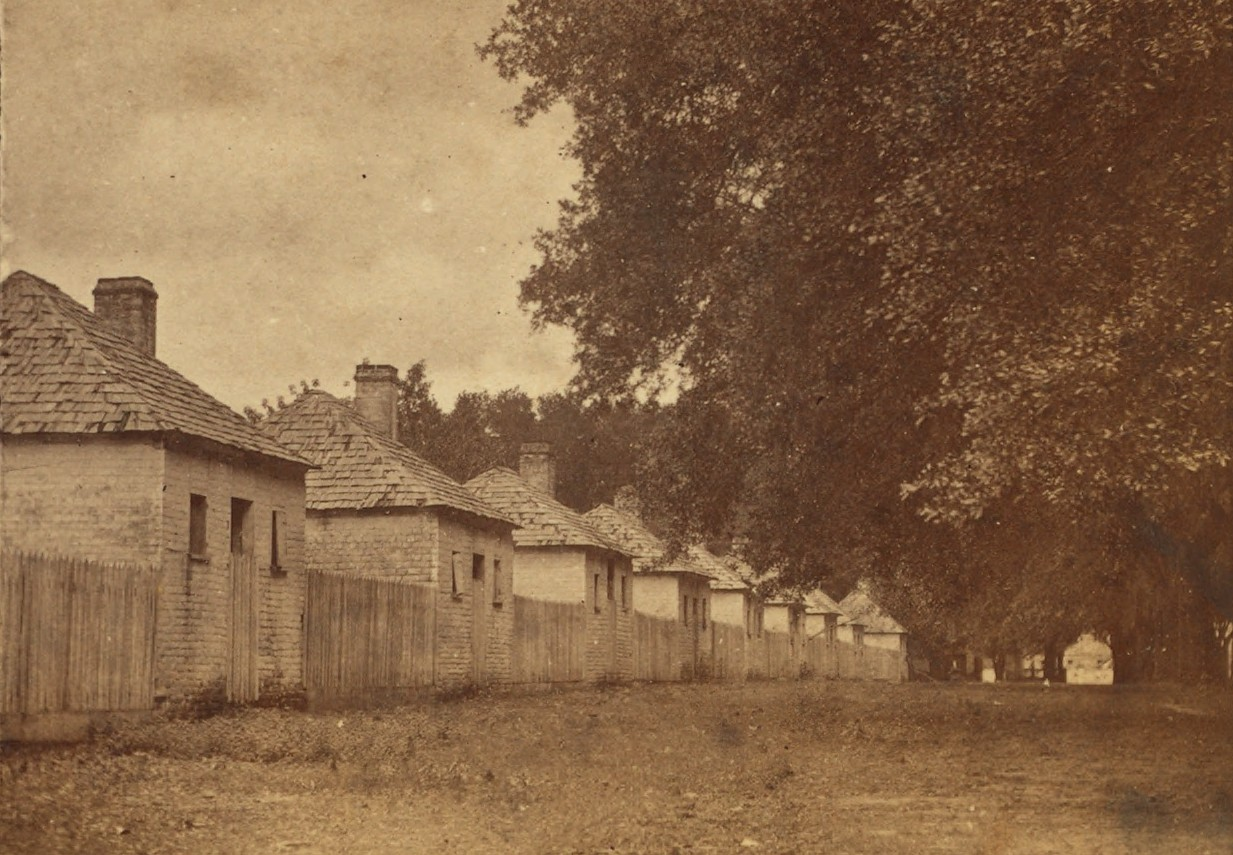
Foto degli anni settanta dell'Ottocento di una casa di schiavi in muratura nella Hermitage Plantation (oggi distrutta) presso Savannah, Georgia

Le case d'abitazione per gli schiavi che abitavano e lavoravano in una piantagione, pur non essendo un elemento particolarmente distintivo dell'architettura delle piantagioni statunitensi, hanno la particolarità di essere quasi tutte scomparse al giorno d'oggi. Molti esemplari di queste strutture erano costruiti con materiali poveri, scadenti o deperibili (come ad esempio il legno) e pertanto solo quelle meglio costruite sono giunte sino a noi, e spesso solo nel caso in cui il loro uso sia stato poi riconvertito ad altre funzioni dopo l'emancipazione degli schiavi. Le abitazioni degli schiavi potevano trovarsi adiacenti alla villa padronale, oppure molto distanti da essa, a seconda del gusto e del rapporto col padrone. Nelle piantagioni più grandi, spesso, le abitazioni degli schiavi erano organizzate nella forma di un vero e proprio villaggio, spesso distante dalla residenza padronale, ma talvolta si trovavano semplicemente nei pressi dei campi che poi dovevano essere coltivati.

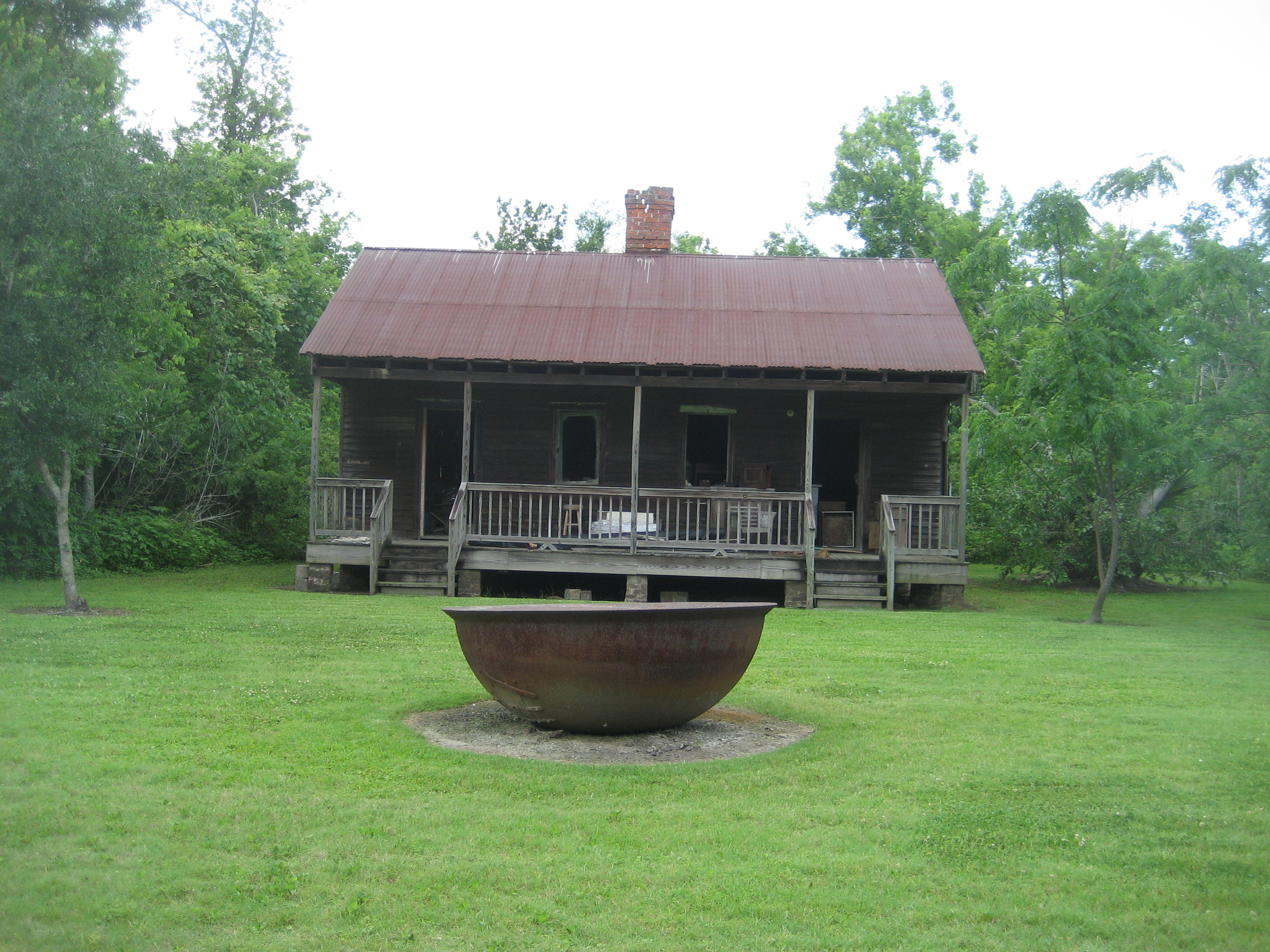
Casa d'abitazione di schiavi con un bollitore per lo zucchero sullo sfondo nella Woodland Plantation a West Pointe a la Hache, Louisiana

Le case degli schiavi erano spesso la costruzione più basilare della piantagione. Esse contenevano lo stretto necessario per dormire, ed erano composte spesso di una sola stanza con un camino per il riscaldamento. In alcune tenute le case per gli schiavi erano dotate di due ambienti, uno per pranzare e l'altro, separato, per dormire. I primi esemplari avevano il pavimento di terra battuta, ma successivamente vennero costruire rialzate dal terreno. Nel caso di piantagioni anche molto grandi come la Hermitage Plantation in Georgia e Boone Hall nella Carolina del Sud, gli schiavi avevano case di mattoni.
I più fortunati tra gli schiavi che lavoravano in una tenuta erano i servitori personali dei padroni che spesso avevano una stanza all'interno della casa padronale (nelle aree destinate alla servitù), oppure specifici lavoratori che erano dotati di case particolari, molto più comode degli abituri dei lavoratori dei campi. Quando Waldwic in Alabama venne rimodellata in stile neogotico nel 1852, i servitori della casa ottennero abitazioni più confortevoli e grandi in accordo con la nuova architettura della casa. Questi erano casi a ogni modo molto rari.

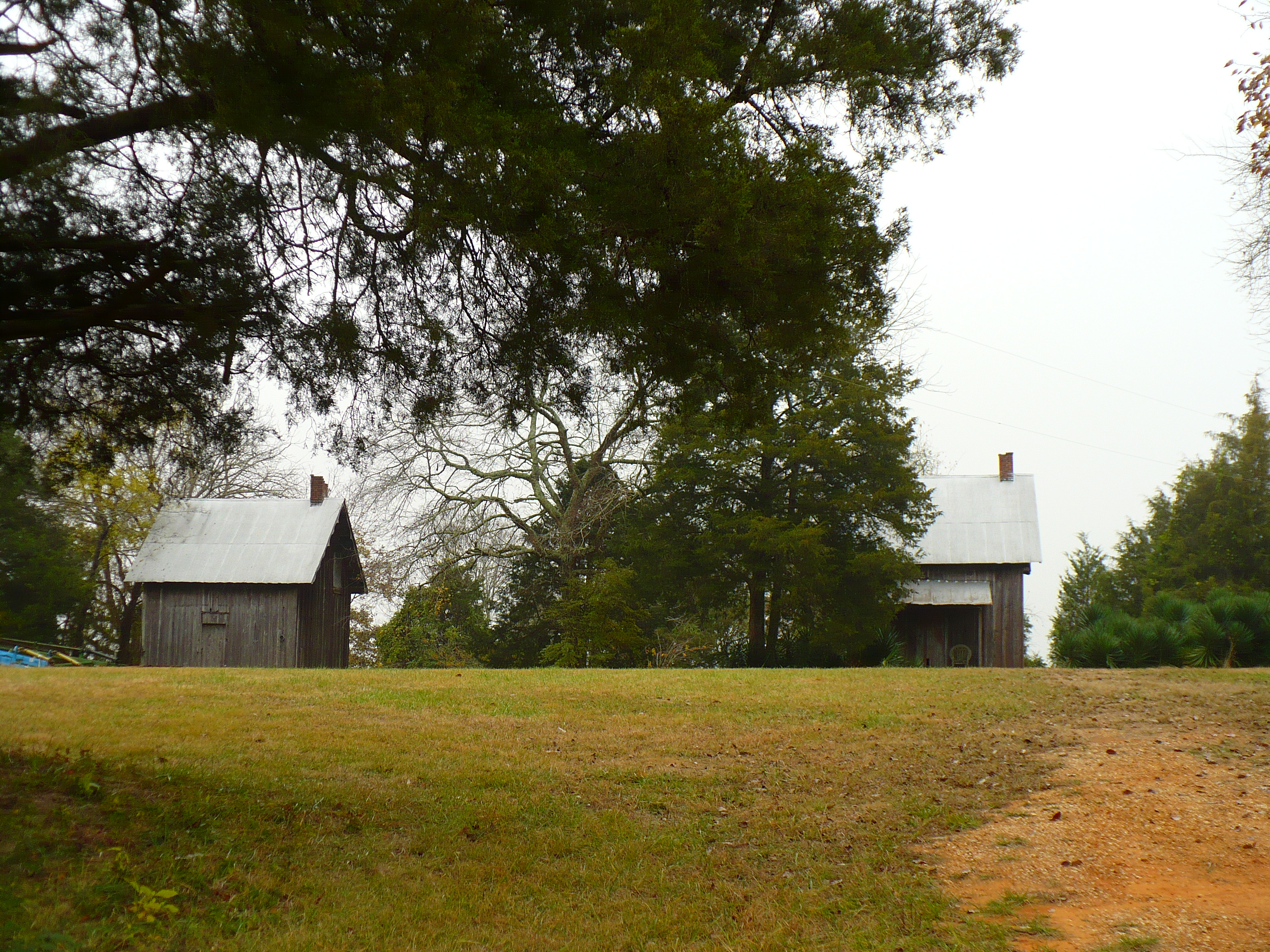
I resti delle abitazioni degli schiavi alla Faunsdale Plantation presso Faunsdale, Alabama

Il famoso paesaggista Frederick Law Olmsted riportò queste impressioni visitando delle piantagioni lungo la costa della Georgia nel 1855:
(Frederick Law Olmsted, A Journey in the Seaboard Slave States)

## Altre strutture residenziali

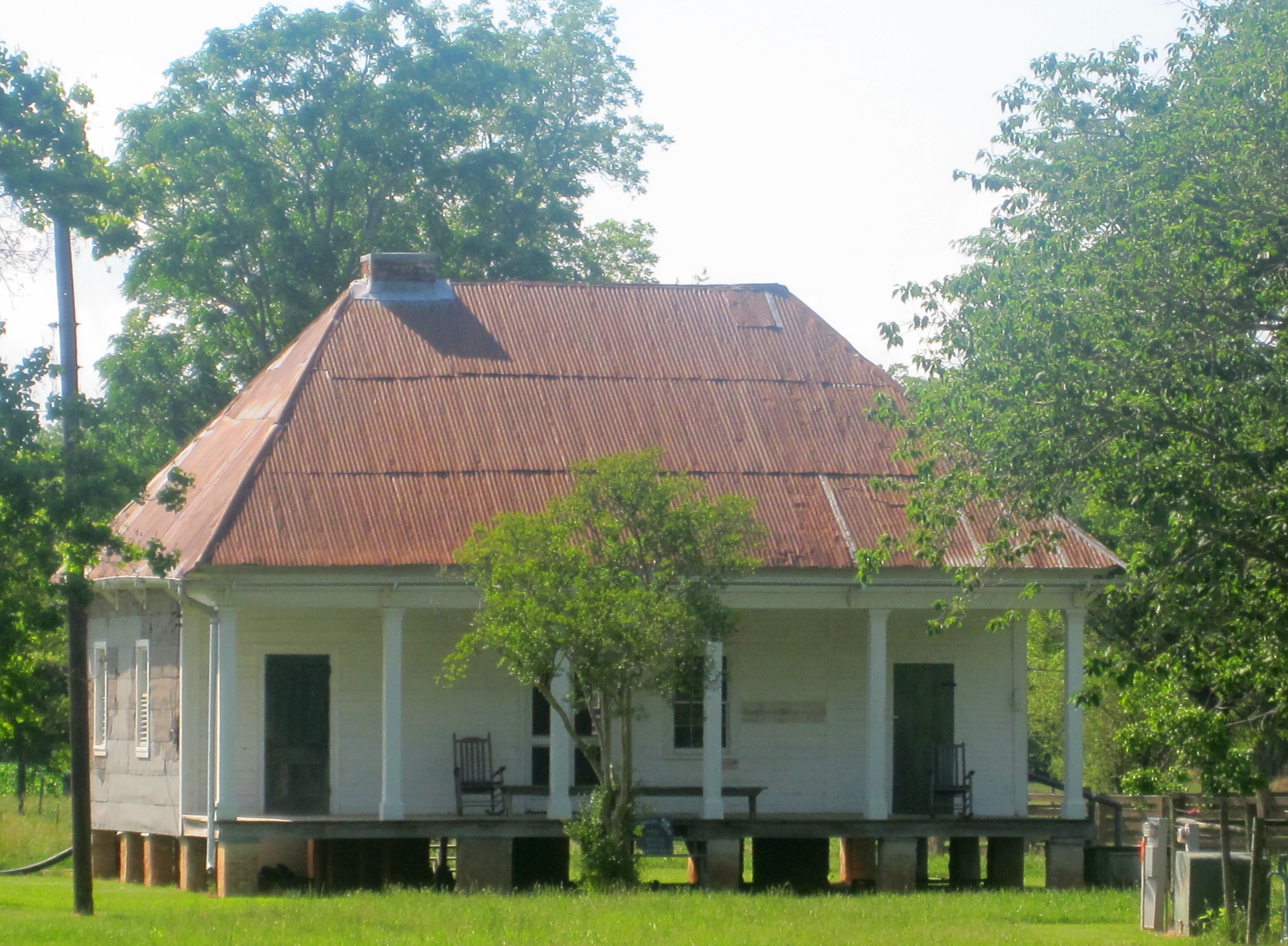
La casa del sovrintendente alla Oakland Plantation presso Natchitoches, Louisiana

Una struttura cruciale per la sua funzione all'interno delle piantagioni era la casa del sovrintendente. Il sovrintendente era il responsabile effettivo del successo o del fallimento della tenuta, assicurandosi stagionalmente il raggiungimento delle quote prefissate o le pene per le infrazioni degli schiavi. Il sovrintendente era inoltre responsabile della salute degli schiavi e li ispezionava quotidianamente. Egli deteneva inoltre il registro degli inventari della proprietà e aveva le chiavi dei depositi.

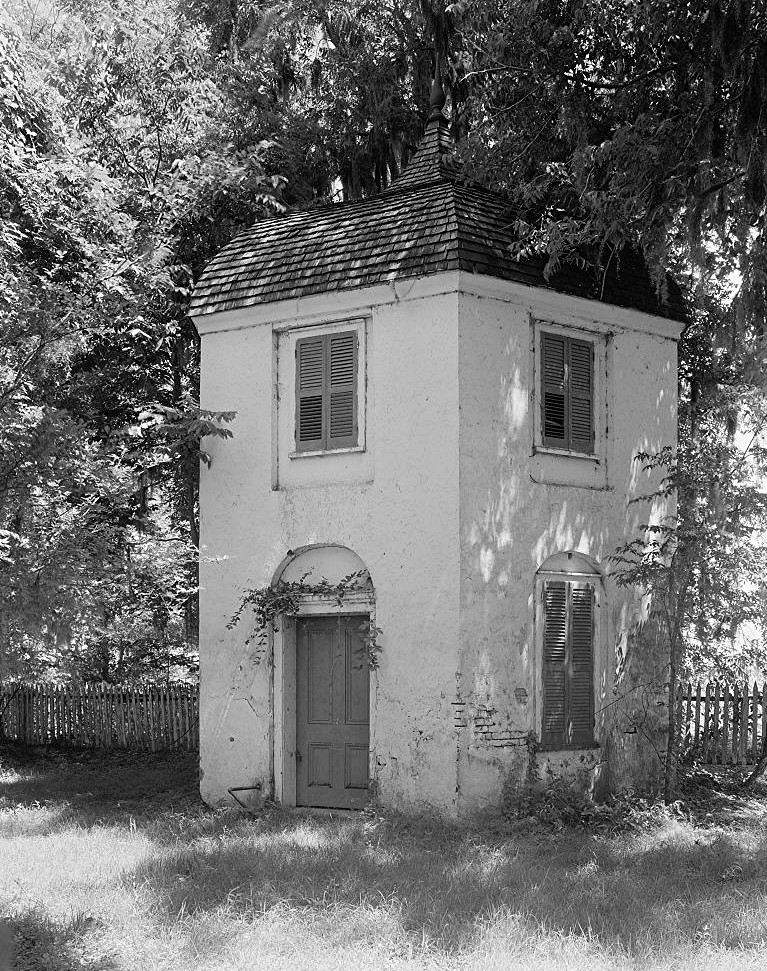
Una garçonnière (casa del celibe) a The Houmas, presso Burnside, Louisiana

La casa del sovrintendente era spesso di stile modesto e non si trovava di molto distante dalle case degli schiavi. Il sovrintendente e la sua famiglia, per quanto uomo "bianco" e libero, non doveva mescolarsi liberamente con gli altri lavoranti della piantagione, in quanto le due categorie si trovavano in stati sociali diversi e a loro volta avevano uno status inferiore a quello del proprietario. Nei quartieri di schiavi che seguivano la tipologia del villaggio, il sovrintendente aveva la propria abitazione sovente alla testa del villaggio degli schiavi piuttosto che nei pressi dell'abitazione padronale. Tale posizione era fondamentale per controllare anche i movimenti degli schiavi e prevenire lo scoppio di eventuali ribellioni, uno dei terrori peggiori nella mente dei proprietari delle piantagioni.
Studi economici indicano che più del 30% dei proprietari di piantagioni impiegavano dei supervisori per sovrintendere il lavoro dei loro schiavi. Talvolta però poteva capitare che il padrone nominasse a tale scopo uno schiavo fidato e in Louisiana soprattutto, spesso tale impiego era ricoperto da un nero libero.
Altra struttura residenziale unica nei complessi delle piantagioni era la garconnière o casa del celibe. Esse vennero costruite prevalentemente in Louisiana ma occasionalmente poterono trovarsi nel Profondo Sud ed erano delle piccole abitazioni dove venivano accolti i figli non sposati dei proprietari terrieri. Solitamente era connessa all'abitazione padronale o si trovava nei pressi di un'ala laterale. Essa traeva origine dalla tradizione acadiana di destinare una parte della casa agli uomini più giovani della famiglia.

## I locali di servizio

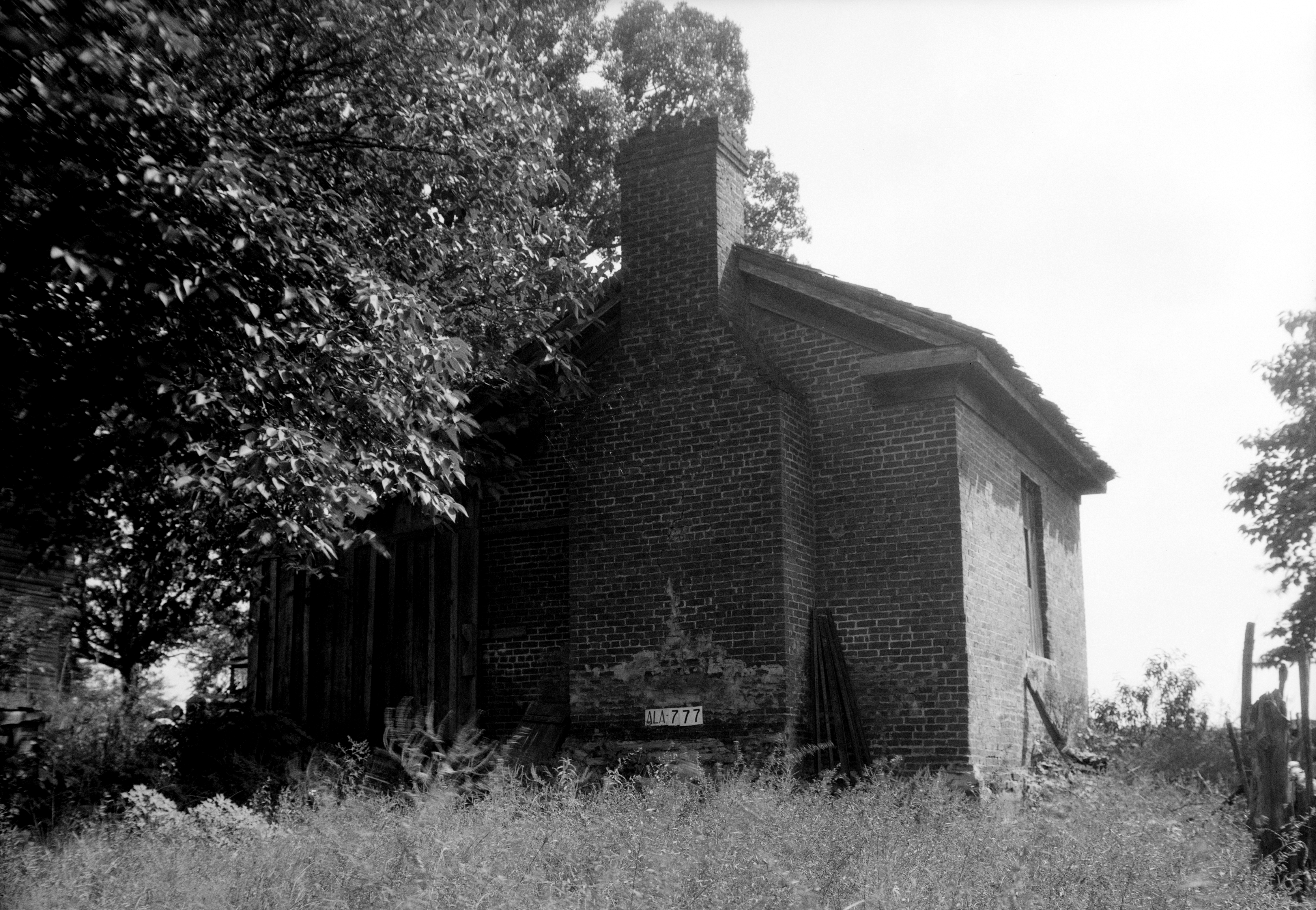
Una cucina in mattoni distaccata dalla casa padronale all'interno della Lowry Plantation appena fuori Marion, in Alabama

Oltre a quelle già elencate, esisteva una gran varietà di strutture di vario uso che servivano alla piantagione. Le dépendance le possedevano quasi tutte le tenute e solitamente si trovavano nel cortile attorno o dietro la casa padronale. Esse includevano la cookhouse (una cucina esterna separata), una dispensa, una lavanderia, una camera di affumicatura, un pollaio, una spring house o una ghiacciaia, una latteria, un pozzo coperto per l'acqua e una cisterna. Le latrine erano poste a notevole distanza dalla casa.
La cucina era un luogo molto particolare, necessario e collegato con il corpo centrale della villa solitamente attraverso un passaggio coperto. Questa separazione aveva diverse motivazioni: innanzitutto riduceva il rischio di incendi per la casa dal momento che i fuochi erano collocati esternamente alla struttura (realizzata prevalentemente in legno, mentre talvolta le cucine esterne erano realizzate in mattoni per maggiore sicurezza) e mantenevano fuori dalla casa gli odori del cibo. Talvolta la cucina era composta di due ambienti, uno per la cucina vera e propria e l'altro per preparare i piatti da servire poi alla residenza. La dispensa poteva trovarsi in una struttura separata, oppure direttamente annessa alla cucina, dove pure si trovavano barili di sale, zucchero, farina di grano o di mais.

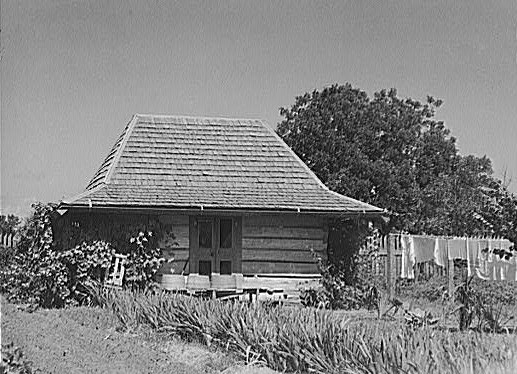
Fotografia del 1940 della lavanderia a Melrose Plantation a Melrose, Louisiana

La lavanderia era il luogo dove i vestiti, le tovaglie e i tendaggi venivano lavati e stirati. Solitamente nei pressi della lavanderia vivevano le lavandaie della piantagione. Il lavaggio dei tessuti era un lavoro piuttosto complesso: richiedeva un bollitore di ferro o rame per l'acqua dove i vestiti venivano lavati con acqua saponata e poi fatti asciugare in ambiente riscaldato. I vestiti venivano immersi e fatti riemergere con dei bastoni per poterli aerare e far sì che perdessero lo sporco nella soluzione di sapone in cui erano immersi. Gli abiti venivano poi venivano strofinati vigorosamente su una superficie corrugata sino a completa pulizia. Dagli anni cinquanta dell'Ottocento si passò all'uso dei mangani. Prima di allora, la torsione dei capi era fatta a mano. I capi erano dunque pronti per asciugare all'esterno o, in caso di cattivo tempo, su appositi stendini. La stiratura avveniva tramite ferri da stiro di metallo, spesso scaldati sul fuoco o con caldaia a carboni interna.

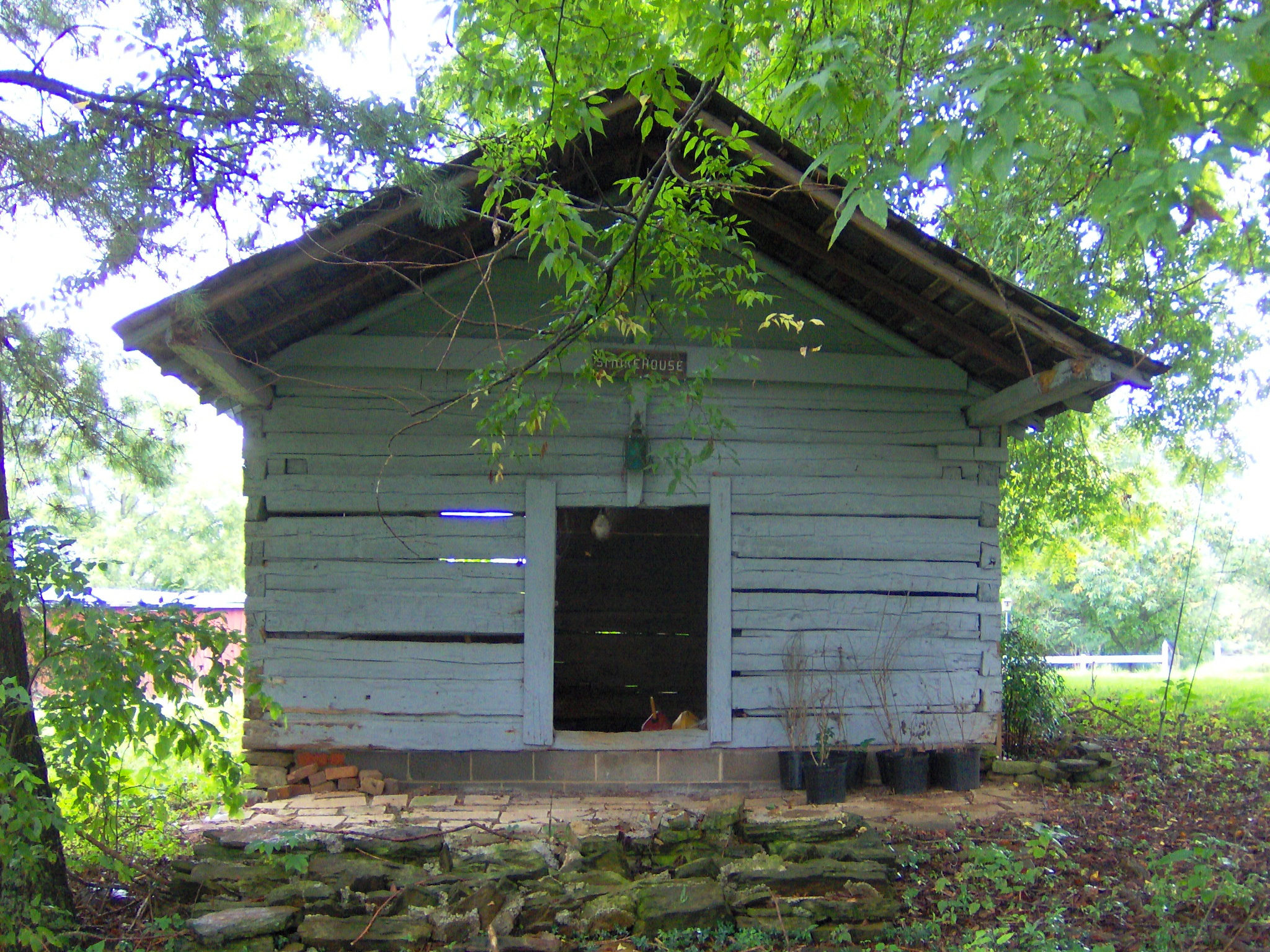
Una camera di affumicatura nella piantagione di Wheatlands presso Sevierville, nel Tennessee

La latteria era utilizzata dagli schiavi per lavorare il latte e trasformarlo in panna, burro o latticello. Il processo iniziava con la scrematura del latte che avveniva tramite il posizionamento del latte in un contenitore, lasciando che naturalmente la crema salisse in cima. Questa veniva raccolta in un altro contenitore quotidianamente sino ad accumularne diversi litri. Durante questo periodo la crema si inacidiva lievemente per la presenza di batteri naturali. Questo processo venne incrementato nell'efficienza dall'introduzione dell'uso delle zangole. Una volta separata abbastanza crema dal latte, il burro veniva lavato in acqua fredda e salato. Si produceva così anche il latticello. Tutti i prodotti di questa lavorazione erano poi conservati nella spring house o nella ghiacciaia.

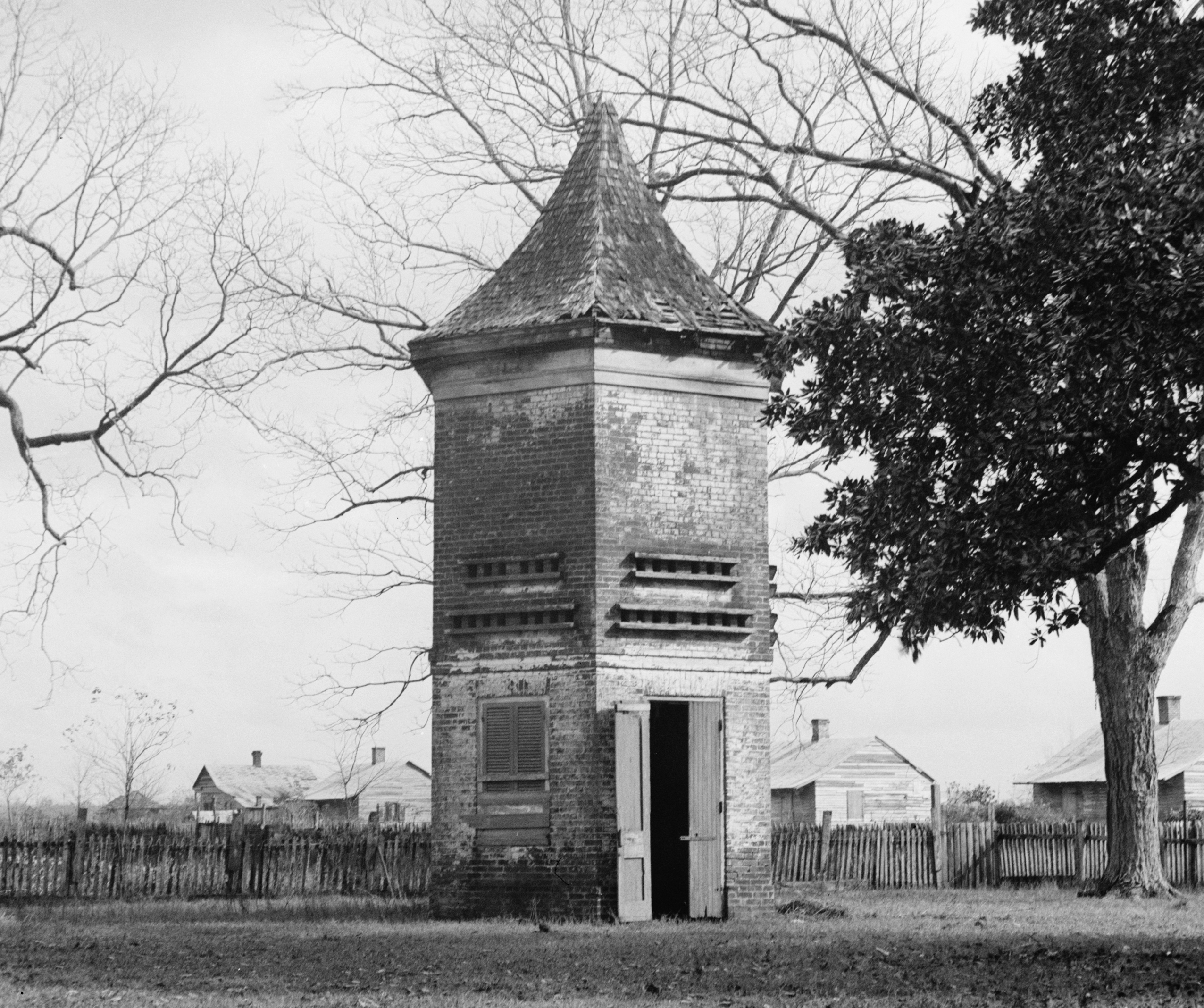
Fotografia del 1937 che mostra una delle due identiche piccionaie presenti nella Uncle Sam Plantation a Convent, in Louisiana, una delle più complesse e meglio conservate piantagioni del tempo che venne distrutta nel 1940 per la costruzione di un argine

La camera di affumicatura era utilizzata per preservare la carne, solitamente di suini, bovini o ovini. La struttura era realizzata in legno o mattoni. Dopo l'annuale uccisione degli animali in autunno o primo inverno, la carne veniva salata o zuccherata e iniziava così il processo di stagionatura della carne che veniva lentamente asciugata e affumicata nelle camere di affumicatura tramite l'uso del fuoco e del fumo. Se il clima era rigido, la carne poteva essere consumata in questi luoghi sino al suo consumo a tavola.
il pollaio era il luogo ove venivano tenuti i polli. Il suo disegno poteva essere vario a seconda anche della sua funzione, dal momento che le galline potevano essere tenute per la produzione di uova, di carne o di entrambi i beni. Per le uova si trovavano apposite gabbie in legno e luoghi dove gli uccelli potevano riposare. Le uova erano raccolte giornalmente per l'uso in cucina. Alcune piantagioni disponevano poi di piccionaie che, in particolare in Louisiana, avevano la forma di monumentali torri poste nei pressi dell'abitazione padronale. I piccioni potevano essere allevati per la carne e le loro feci utilizzate come fertilizzante.
Alcune piantagioni disponevano di fonti autonome di acqua. Ogni piantagione aveva un pozzo (ma spesso anche più di uno). Solitamente esso era chiuso da un tettuccio o addirittura poteva trovarsi in una struttura chiusa, per impedire agli animali di abbeverarsi. Dal momento che però molti pozzi non estraevano acqua potabile, l'acqua per bere era conservata in molte piantagioni all'interno di apposite cisterne che erano riempite con l'acqua piovana tramite i canali che provenivano dal tetto.

## Strutture ausiliarie

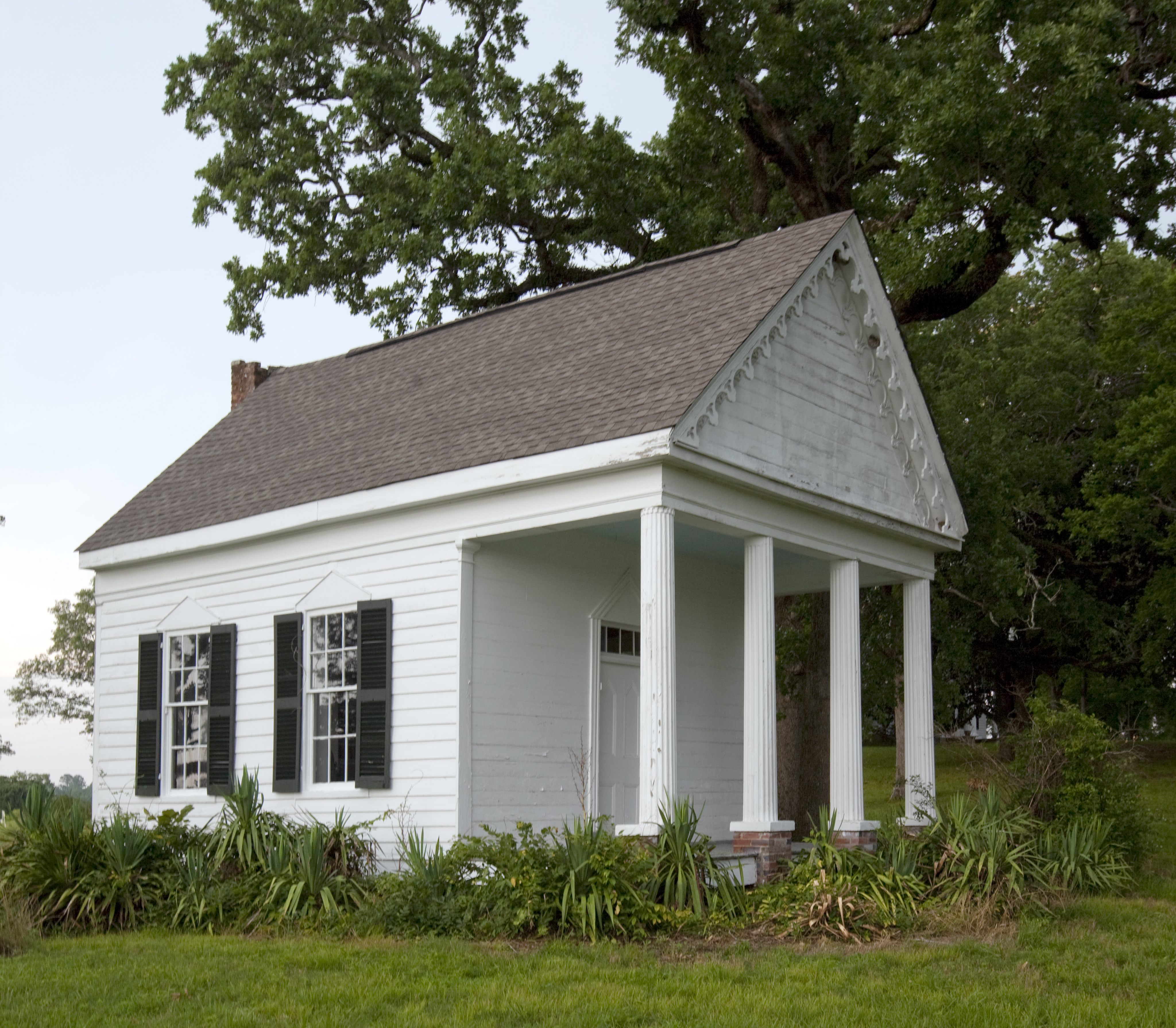
Aula scolastica per i figli del proprietario della tenuta di Thornhill presso Forkland, in Alabama

Altre strutture nelle piantagioni avevano funzioni sussidiarie, non sempre immediatamente necessarie al funzionamento della piantagione come azienda agricola, ma per la completezza della vita di chi vi viveva. Alcune erano piuttosto comuni, come ad esempio la rimessa per le carrozze o il laboratorio del fabbro, ma alcune erano veramente esclusive e spesso uniche, solitamente al servizio del padrone della tenuta e della sua famiglia. Tra queste spiccavano aule scolastiche, uffici, chiese, piccoli negozi, mulini e segherie.
Il luogo sicuramente più curioso erano le aule scolastiche: esse erano delle scuole composte da una sola aula dove i figli del padrone della piantagione (nel caso in cui fosse residente in loco) avevano modo di apprendere e studiare tramite un tutore o una governante, e talvolta queste strutture potevano servire per educare anche altri lavoranti nella piantagione. Nella maggior parte delle piantagioni, a ogni modo, si riservava semplicemente una stanza dell'abitazione principale per tale scopo, senza la necessità di realizzare una struttura separata. La carta era preziosa e pertanto i bambini spesso recitavano le lezioni a memoria. Il primo testo a essere appreso e studiato dai bambini nelle piantagioni era la Bibbia, seguita poi dall'uso di un sillabario per imparare a leggere e scrivere correttamente. Col passare degli anni e la loro crescita, i figli del padrone venivano preparati a materie più funzionali alla gestione della piantagione, presagendo il loro ruolo da adulti. I maschi studiavano materie accademiche, etichetta sociale e gestione della piantagione, mentre le femmine studiavano arte, musica e lingua francese oltre ad approfondire la gestione delle faccende domestiche.

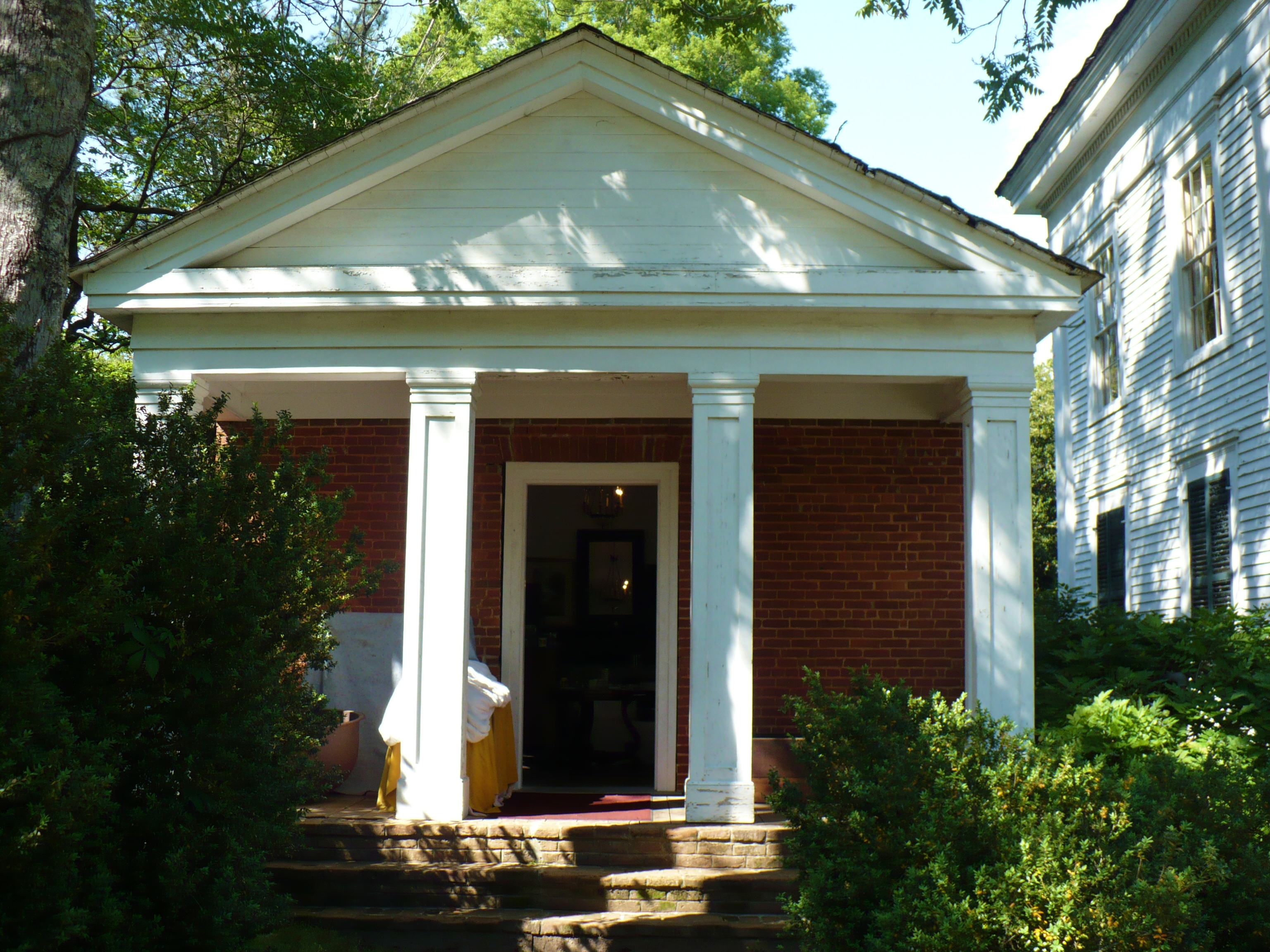
L'ufficio della piantagione di Waverley presso West Point, Mississippi

I proprietari di una piantagione avevano un loro ufficio dove tenevano i loro registri, conducevano le transazioni, scrivevano la loro corrispondenza, ricevevano coloni, commercianti e lavoranti e dove distribuivano mensilmente la paga agli stipendiati. Come per l'aula scolastica, a ogni modo, anche questo luogo poteva essere ricavato in uno spazio interno alla villa padronale. John C. Calhoun utilizzava ad esempio il suo ufficio nella piantagione di Fort Hill presso Clemson, nella Carolina del Sud anche come proprio studio e biblioteca privati durante i suoi venticinque anni di incarico in loco.

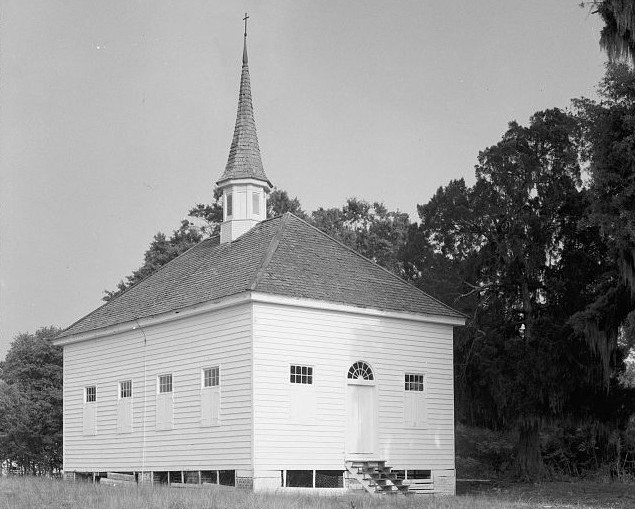
La "Negro Baptist Church" alla Friendfield Plantation presso Georgetown, Carolina del Sud

Altra struttura che era possibile trovare in una piantagione era una cappella o una chiesa, costruite per ragioni differenti. In molti casi era il proprietario a costruire una propria chiesa, un luogo dove poter far officiare messa per i propri lavoranti. Alcune erano a esclusivo servizio della famiglia padronale, mentre la maggior parte erano costruite per servire a tutti i membri dell'area che condividevano la medesima fede, in particolare quella episcopale. Secondo i resoconti della Faunsdale Plantation, ad esempio, la moglie del padrone, Louisa Harrison, dava regolarmente istruzioni ai suoi schiavi perché leggessero le letture in chiesa e insegnassero il catechismo episcopale ai loro figli. Dopo la morte del suo primo marito, fece costruire una grande chiesa di stile neogotico, la St. Michael's Church. Si risposò poi col rev. William A. Stickney, che celebrava regolarmente nella chiesa di St. Michael e che venne nominato in seguito dal vescovo Richard Wilmer al ruolo di "Missionary to the Negroes" ("missionario dei neri") dopo che anche la moglie Louisa lo spinse a propagare il suo ministero tra gli schiavi africani americani della Black Belt.

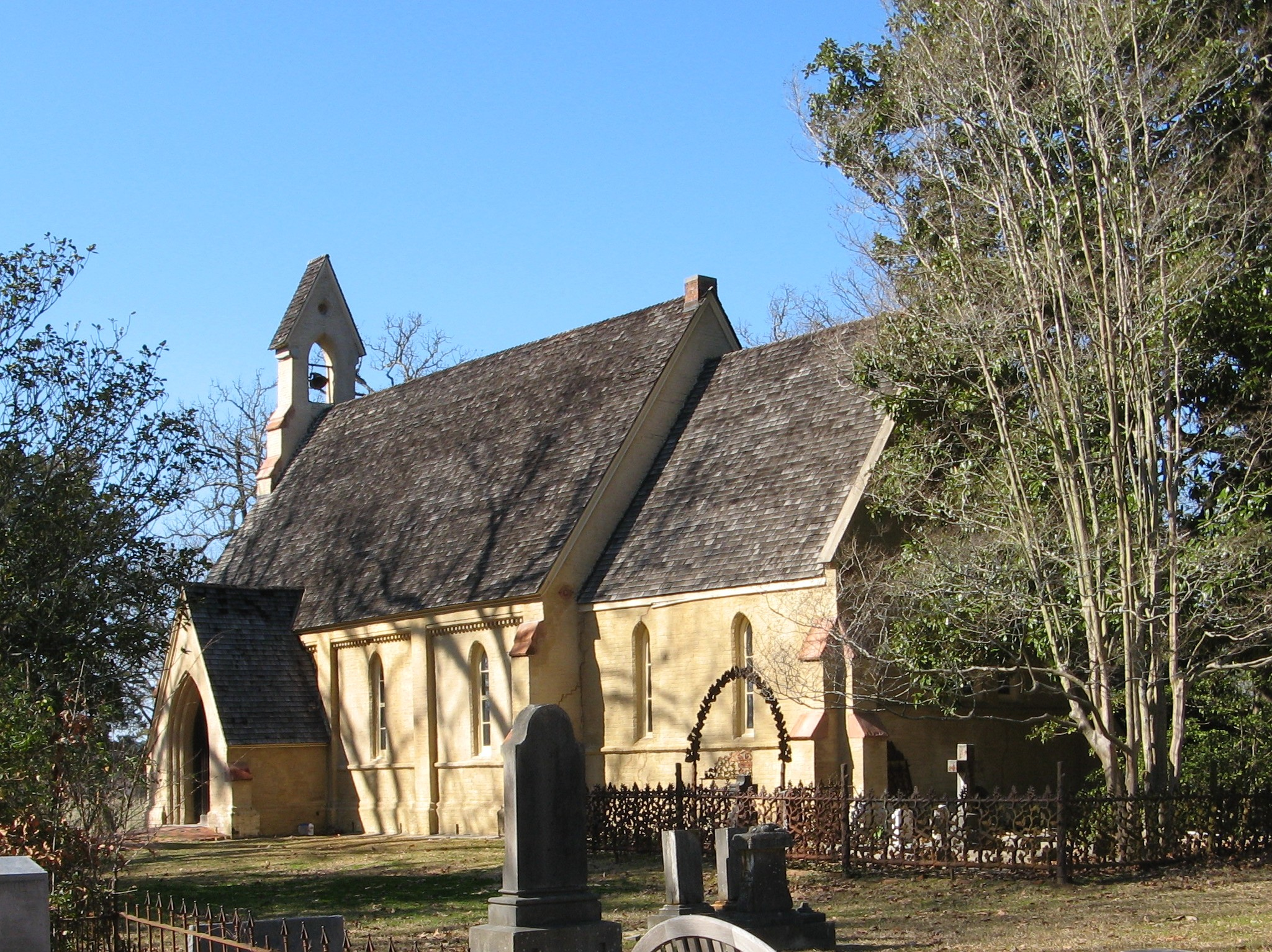
La Chapel of the Cross nella Annandale Plantation presso Madison, Mississippi

Gran parte delle chiese nelle piantagioni erano realizzate in legno, anche se alcune vennero costruite in mattoni e poi stuccate. Tra i più antichi esempi abbiamo strutture di stile neoclassico, ma altre poi vennero costruite in stile neogotico. Due tra gli esempi più elaborati sono ancora oggi visibili: la Chapel of the Cross nella Annandale Plantation e la St. Mary's Chapel nella Laurel Hill Plantation, entrambe di fede episcopale. In entrambi i casi le case padronali sono andate distrutte negli anni, ma la qualità e il disegno delle chiese lasciano intuire quando dovessero essere raffinate le strutture di queste due piantagioni. La St. Mary Chapel, a Natchez, datata al 1839, è stata costruita in mattoni stuccati con finestre gotiche e archiacute di stile Tudor e altre decorazioni antiche come decorazioni.  Anche se i resoconti sulla costruzione sono ben pochi, la Chapel of the Cross, costruita tra il 1850 e il 1852 presso Madison, può essere attribuibile a Frank Wills (1822–1857) o a Richard Upjohn (1802–1878), dal momento che entrambi hanno costruito chiese identiche nel medesimo periodo.

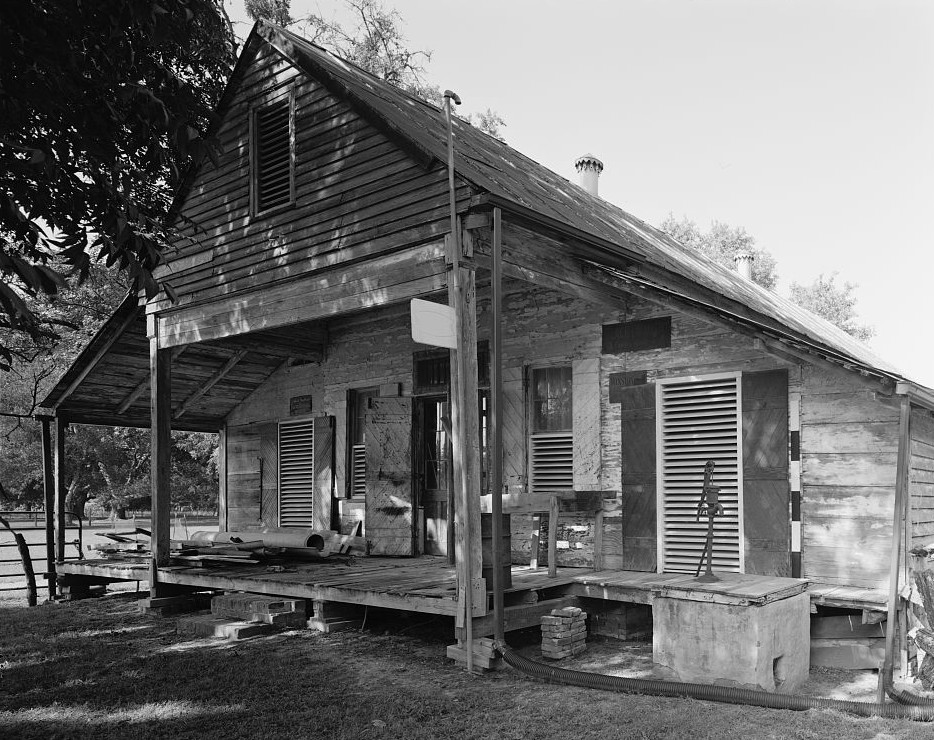
Il negozio di una piantagione a Oakland Plantation presso Natchitoches, in Louisiana

Un'altra struttura secondaria di molte piantagioni durante l'era della mezzadria fu il negozio o commissario. Anche se molte piantagioni ante-guerra civile avevano un proprio dispensario che distribuiva il cibo agli schiavi, la struttura è tipica del periodo post-bellico. Il luogo era anche un luogo di commercio dove le persone che vivevano e lavoravano alla tenuta potevano acquistare anche beni non presenti in loco e che erano frutti di attività commerciali ricavate dalla vendita dei prodotti locali a mercanti esterni.
Furono queste tipologie di negozi all'interno delle piantagioni che svilupparono nel tempo forti guadagni da parte dei proprietari terrieri, a scapito dei loro stessi lavoratori ai quali proponevano merci a prezzi esorbitanti rispetto al mercato esterno. Qui nacquero quindi in nuce i primi movimenti populisti alla fine del XIX secolo.

## Strutture agricole

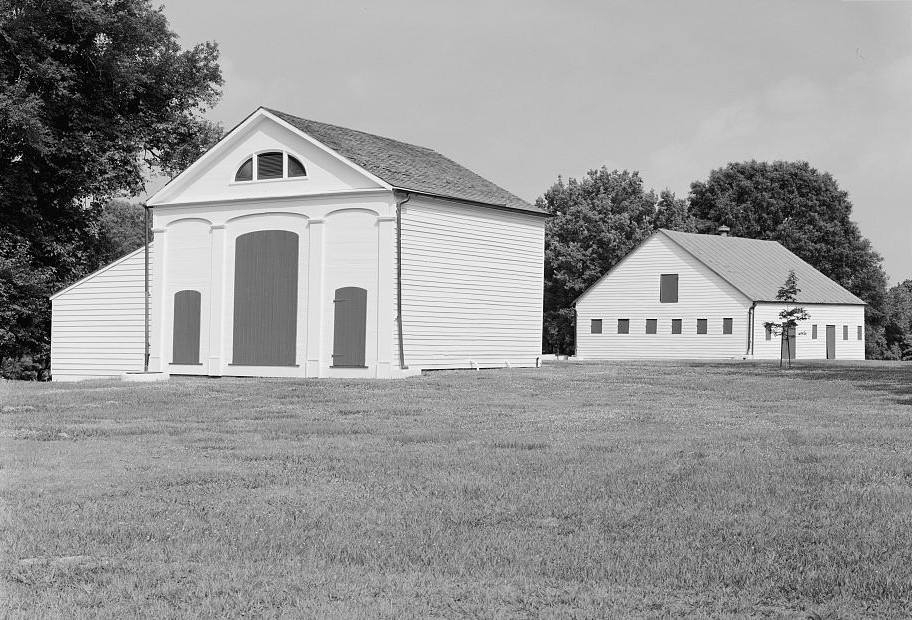
Rimessa per le carrozze (a sinistra) e stalle (a destra) alla tenuta di Melrose presso Natchez, Mississippi

Le strutture agricole delle piantagioni erano alcune strutture base di varia natura a seconda del fatto che nella piantagione fosse prevalente l'agricoltura o l'allevamento degli animali. Tra i prodotti più coltivati vi erano indubbiamente il mais, il cotone (nelle tipologie Gossypium hirsutum e Gossypium barbadense), il riso, la canna da zucchero e il tabacco. Tra gli animali allevati, oltre a mucche e maiali vi erano oche, capre e pecore per produrre carne. Tutte le piantagioni possedevano delle stalle, dei recinti o delle capanne dove accogliere questi animali.
Come nel resto degli Stati Uniti, anche nelle vaste piantagioni del sud gli animali erano tenuti principalmente all'ingrasso in appositi spazi, ma sovente si potevano verificare delle mancanze di cibo per gli animali durante l'inverno ed ecco perché era necessario conservare i mangimi in altri spazi coperti. Nelle stalle venivano accolti cavalli e muli che servivano per il trasporto e il traino.

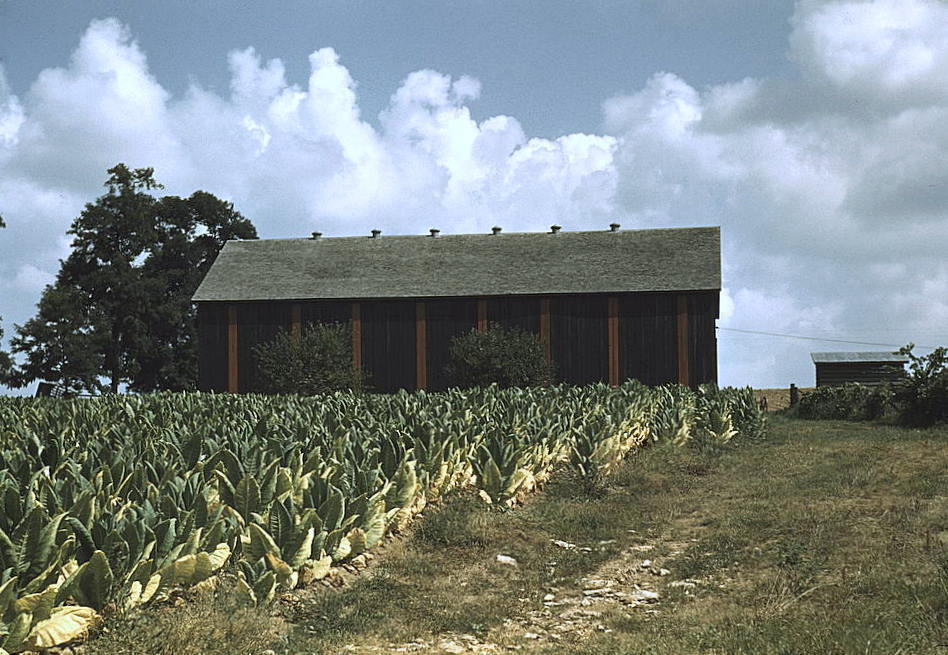
Capanna per la lavorazione del tabacco presso Lexington, nel Kentucky

Comuni erano anche i granai, i magazzini di stoccaggio o le capanne per specifiche lavorazioni.
Le piantagioni di tabacco si svilupparono in alcune parti della Georgia, della Florida, del Kentucky, del Missouri, della Carolina del Nord, del Tennessee, della Carolina del Sud e della Virginia. Le prime piantagioni agricole della Virginia vennero incentrate essenzialmente sulla produzione di tabacco. La produzione del tabacco richiedeva molto lavoro dal momento che si era impegnati tutto l'anno per la sua lavorazione, dalla piantagione del seme alla crescita della pianta, sino al re-impianto, alla raccolta delle foglie e alla loro lavorazione per avere il prodotto finito. Quest'ultima fase prevedeva l'essiccazione delle foglie in apposite capanne predisposte a tale scopo.

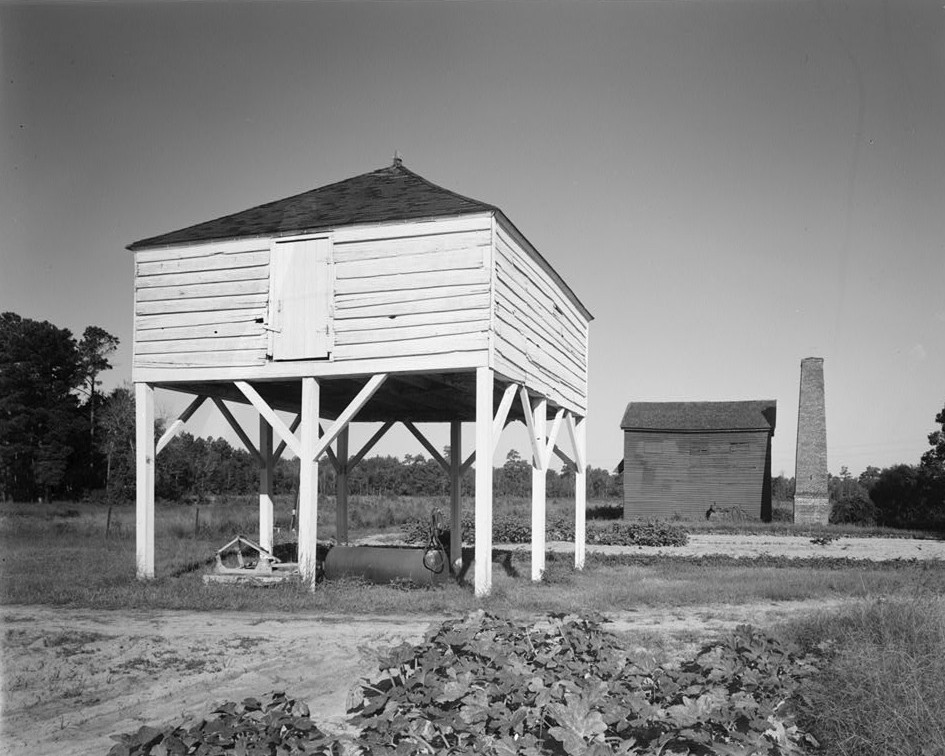
Capanna per la crivellatura (in primo piano) e la pilatura del riso (sullo sfondo) alla Mansfield Plantation presso Georgetown, Carolina del Sud

Le piantagioni di riso, comuni in Carolina del Sud fino al XIX secolo, producevano riso che veniva poi pilato a mano. Nell'Ottocento iniziarono a essere impiegati i primi macchinari a vapore per tale scopo e pertanto le capanne per la lavorazione del riso iniziarono a dotarsi di un camino per la produzione del fuoco, necessario alla creazione di vapore. La capanna per la crivellatura era utilizzata per pulire ulteriormente il riso e raffinarlo.

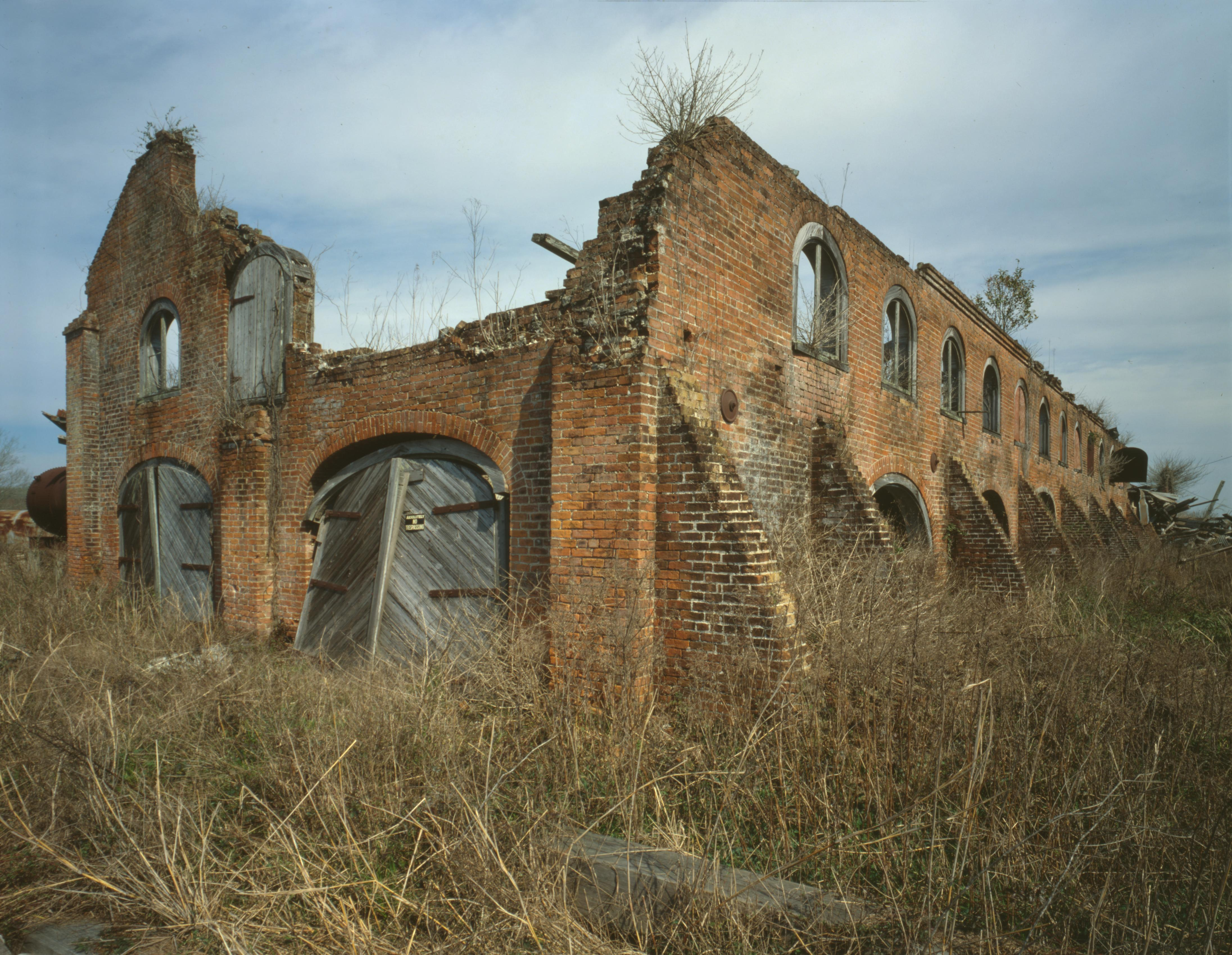
Rovine di un mulino da zucchero alla Laurel Valley Plantation presso Thibodaux, Louisiana

Le piantagioni di zucchero erano comuni in Louisiana dove infatti veniva prodotto quasi tutto lo zucchero presente negli Stati Uniti nel periodo precedente alla guerra civile. Da un quarto a metà di tutto lo zucchero consumato negli Stati Uniti proveniva dalle piantagioni di zucchero della Louisiana. Le piantagioni di canna da zucchero nell'area erano presenti sin dall'inizio dell'epoca coloniale, ma conobbero il loro sviluppo su vasta scala solo tra gli anni dieci e venti del XIX secolo.
La struttura specializzata richiesta in una piantagione da zucchero era il mulino da zucchero ("sugar house"), dove, dagli anni trenta dell'Ottocento, la forza vapore era in grado di rompere automaticamente le canne da zucchero. Questi macchinari spremevano il succo dalle canne, materiale che veniva in seguito raccolto in appositi depositi. Da qui il succo veniva lavorato per rimuoverne le impurità tramite evaporazione. A questo punto il liquido veniva trasformato in melassa, la quale veniva lavorata ulteriormente sino alla cristallizzazione. Lo zucchero cristallizzato, una volta raffreddato, veniva ulteriormente ripulito da eventuali residui di melassa. Il passaggio finale era la chiusura dello zucchero in appositi barili per il suo trasporto al mercato.

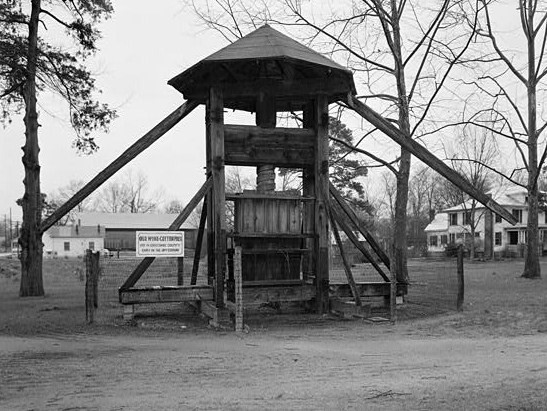
Una pressa per il cotone nella Norfleet Plantation, oggi ricollocata a Tarboro, Carolina del Nord

Le piantagioni di cotone, la più comune tra le tipologie di piantagioni presenti nel Sud degli Stati Uniti prima della guerra civile, furono paradossalmente le ultime a conoscere un vero e proprio sviluppo su vasta scala. La produzione del cotone era particolarmente dura e comprendeva la crescita della pianta, la raccolta del cotone (rigorosamente a mano), la lavorazione delle fibre e in molti casi anche la loro tessitura, sino alla produzione di capi d'abbigliamento.
Con l'invenzione della sgranatrice di cotone, le piantagioni di cotone iniziarono notevolmente a espandersi, ma nel contempo il cotone richiedeva spazi sempre più estesi per poter essere coltivato. Durante il panico finanziario del 1819 e del 1837, molti piccoli proprietari di piantagioni andarono in bancarotta e dovettero vendere i loro terreni e i loro schiavi a proprietari più grandi. Era quindi comprensibile come in una piantagione di cotone lavorassero molti più schiavi che in una piantagione normale.
Una piantagione di cotone normalmente aveva un locale deputato alla sgranatura del cotone, dove si trovava la sgranatrice per rimuovere i semi dal cotone. Dopo la sgranatura, il cotone poteva essere appallottolato e poi trasportato grezzo al mercato, oppure ulteriormente lavorato. La compattatura del cotone era realizzata tramite un'apposita pressa, un prototipo delle moderne imballatrici agricole che solitamente era attivata da due muli che si muovevano in cerchio e avvitavano così una grande vite di legno che muoveva su e giù la pressa a seconda della necessità.